# 2011-es Formula–1 világbajnokság
A 2011-es Formula–1 világbajnokság a 62. Formula–1-es szezon volt. A versenynaptár húsz versenyt tartalmazott.
2011. február 21-én bejelentették, hogy a bahreini nagydíj a bahreini politikai események miatt elmarad. A világbajnokság az ausztrál nagydíjjal kezdődött meg 2011. március 27-én.
Az FIA 2011. június 3-án úgy döntött, hogy a bahreini nagydíjat az indiai nagydíj tervezett időpontjában, 2011. október 28. és 2011. október 30. között megrendezik, az indiai nagydíjat pedig a szezon huszadik, utolsó futamaként tervezték. A bahreini nagydíj szervezői azonban az FIA döntése után egy héttel önként lemondtak a verseny megrendezésétől, ezért 2011-ben nem rendeztek bahreini nagydíjat.

## Változások 2011-ben

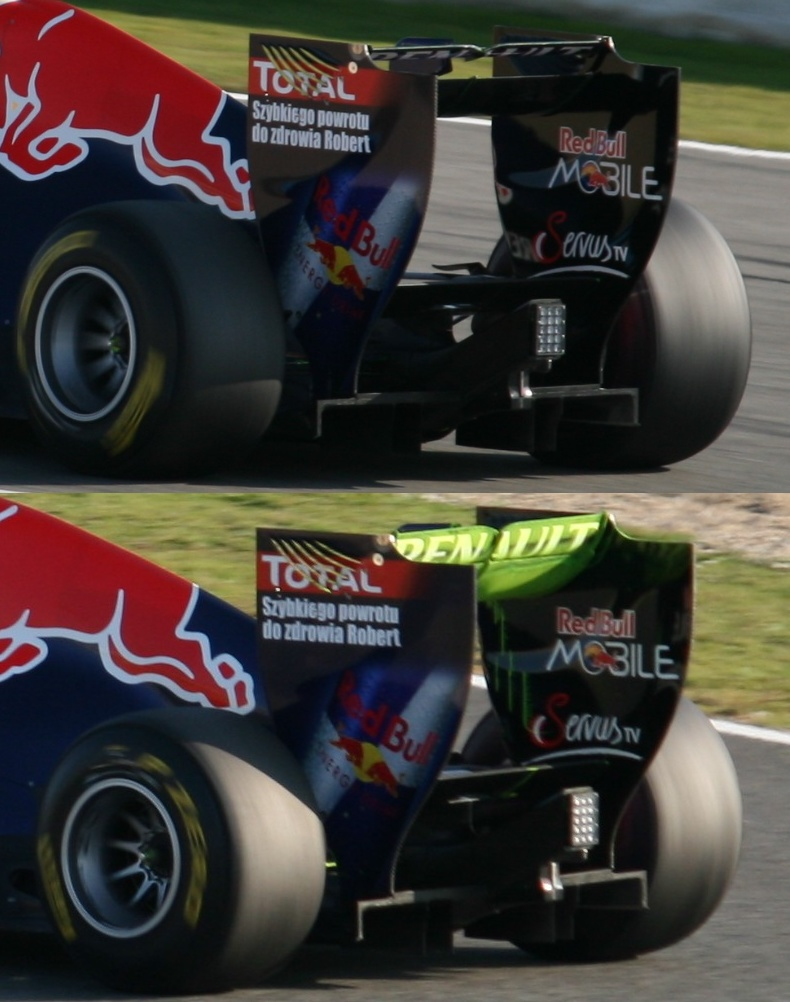
Az állítható hátsó szárny a RedBull RB7 autóin

- Az FIA betiltotta a dupla diffúzort, a McLaren által kifejlesztett ún. F-csatornát, valamint az állítható első szárnyat.[4]
- 2011-ben a csapatok megegyezésével újra használható volt a KERS.
- A Bridgestone kivonulása után a Formula–1 új gumiszállítója a Pirelli lett.[5]
- A FIA engedélyezte egy olyan állítható hátsó szárny használatát, amit a támadó versenyző előzés közben használhat (DRS).
- Visszatért a 107%-os szabály. Eszerint az a versenyző, aki az időmérőn nem éri el az időmérő első szakaszában (Q1) elért legjobb idő 107%-át, az nem indulhat a futamon. A versenybírók kivételes felmentést adhattak a szabály alól, ha a kieső versenyzőnek a szabadedzésen sikerült megfelelő kört futni, és az időmérőn valamilyen különleges körülmény hátráltatta (pl. rendkívüli időjárás, műszaki hiba stb.).

## Átigazolások

### Csapatváltások
- Vitantonio Liuzzi; Force India pilóta → Hispania pilóta

### Újonc pilóták
- Sergio Pérez; GP2, Barwa Addax Team pilóta → Sauber pilóta
- Pastor Maldonado; GP2, Rapax Team pilóta → Williams pilóta
- Jérôme d’Ambrosio; GP2, DAMS pilóta → Virgin pilóta
- Paul di Resta; DTM, Mercedes-Benz pilóta → Force India pilóta

### Távozó pilóták
- Nico Hülkenberg; Williams pilóta → Force India, tesztpilóta
- Robert Kubica; Renault (Rendelkezett szerződéssel, de sérülés miatt a teljes szezon kihagyására kényszerült)
- Jamamoto Szakon; Hispania pilóta → Virgin tesztpilóta
- Christian Klien; Hispania pilóta → ?
- Lucas di Grassi; Virgin pilóta → Pirelli tesztpilóta

### Év közbeni pilótacserék

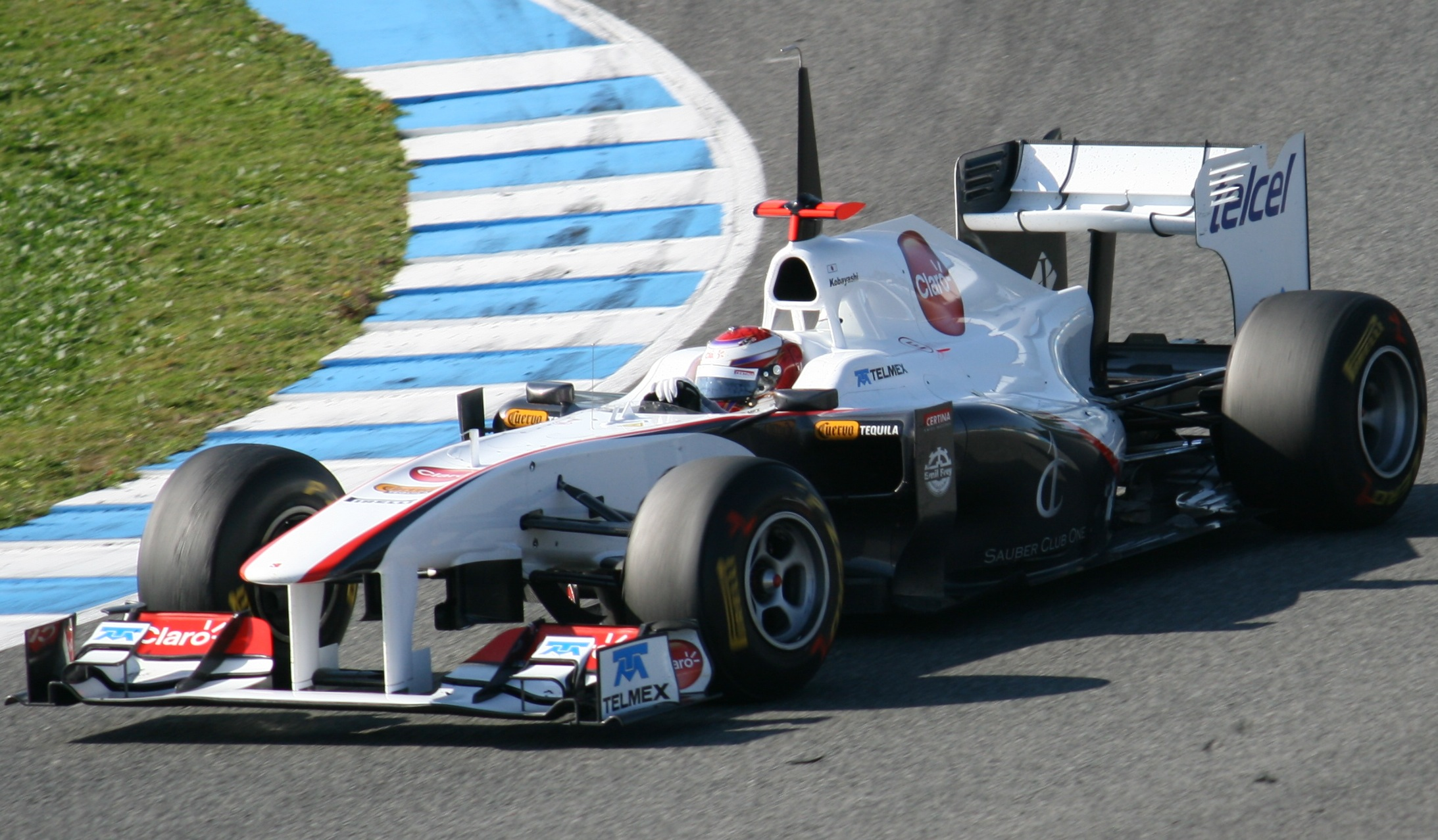
Az új Sauber

- Sergio Pérez Monte-Carlóban az edzésen megsérült, a kanadai nagydíj első szabadedzése után visszalépett, a hétvégén a továbbiakban a McLaren tesztpilótája,  Pedro de la Rosa helyettesítette. Az Európa Nagydíjon már ismét Pérez indult.
- A gyengén teljesítő  Narain Karthikeyant a Brit nagydíjtól  Daniel Ricciardo váltotta a HRT csapatában, aki a Toro Rosso tesztpilótája volt.
- A német nagydíjon egyetlen hétvége erejéig  Jarno Trulli helyére a Lotus tesztpilótája, és egykori Formula–1-es versenyző,  Karun Chandhok ült be.
- A belga nagydíjtól kezdve  Nick Heidfeld helyét az addigi tesztpilóta  Bruno Senna vette át a Renault-nál.
- Az Indiai Nagydíjon  Narain Karthikeyan egy verseny erejéig újra rajthoz állhatott  Vitantonio Liuzzi helyett.

## A szezon előtt

### Új autófejlesztések

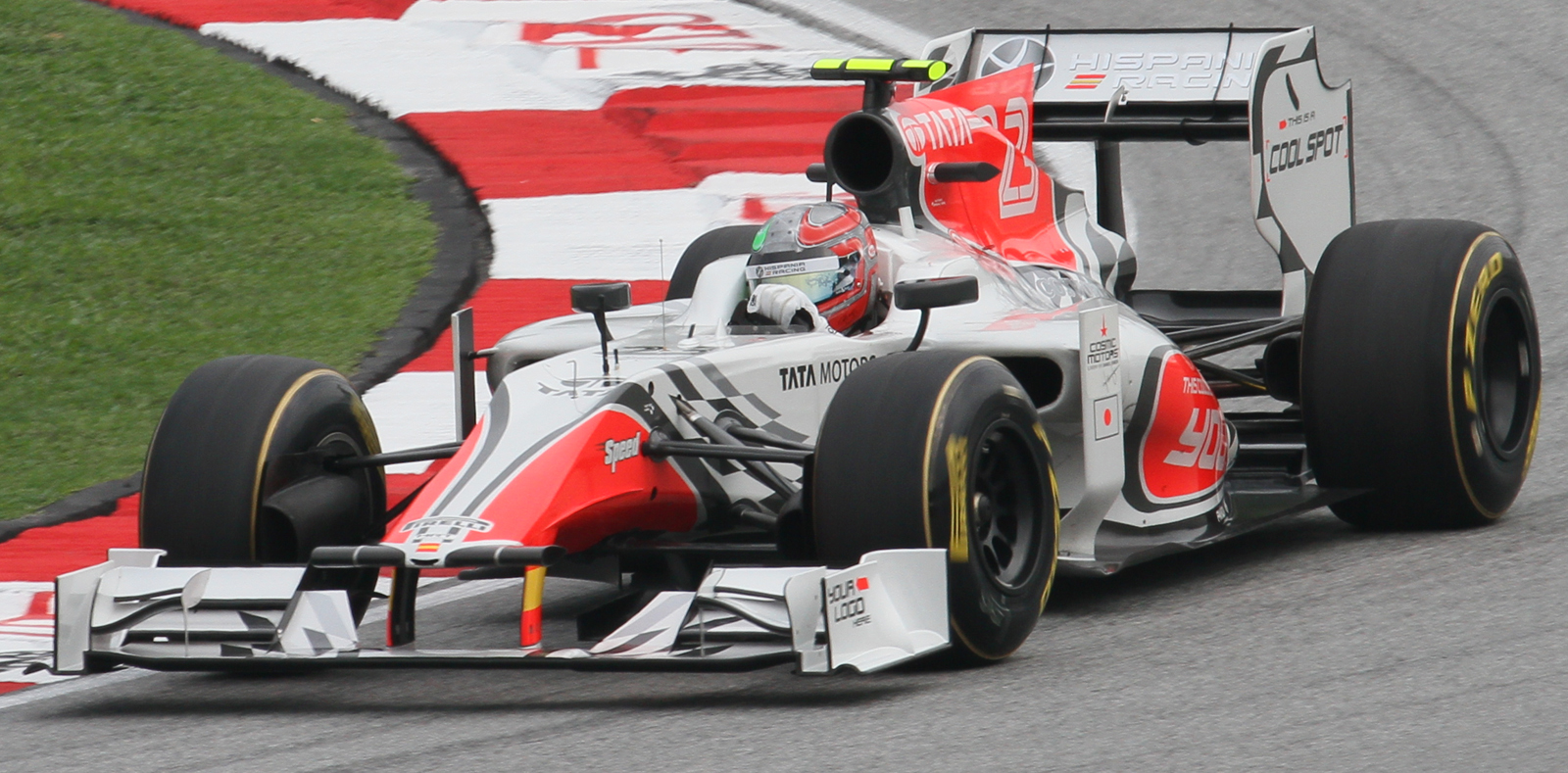
Az új Hispania F111

| Konstruktőr   | Autó          | Bemutató ideje | Bemutató helye          |
| ------------- | ------------- | -------------- | ----------------------- |
| Ferrari       | F150th Italia | január 28.     | Maranello, Olaszország  |
| Lotus         | T128          | január 31.     | Online                  |
| Lotus Renault | R31           | január 31.     | Valencia, Spanyolország |
| Sauber        | C30           | január 31.     | Valencia, Spanyolország |
| Mercedes      | MGP W02       | február 1.     | Valencia, Spanyolország |
| Red Bull      | RB7           | február 1.     | Valencia, Spanyolország |
| Toro Rosso    | STR6          | február 1.     | Valencia, Spanyolország |
| Williams      | FW33          | február 1.     | Valencia, Spanyolország |
| McLaren       | MP4-26        | február 4.     | Berlin, Németország     |
| Virgin        | MVR-02        | február 7.     | London, Anglia          |
| Force India   | VJM-04        | február 8.     | Online                  |
| Hispania      | F111          | február 8.     | Online                  |

### Tesztek
| Dátum       | Helyszín                 | Pálya                         | Leggyorsabb versenyző | Csapat              | Idő      | Kör |
| ----------- | ------------------------ | ----------------------------- | --------------------- | ------------------- | -------- | --- |
| Február 1.  | Valencia, Spanyolország  | Circuit Ricardo Tormo         | Sebastian Vettel      | Red Bull-Renault    | 1:13,769 | 93  |
| Február 2.  | Valencia, Spanyolország  | Circuit Ricardo Tormo         | Fernando Alonso       | Ferrari             | 1:13,307 | 108 |
| Február 3.  | Valencia, Spanyolország  | Circuit Ricardo Tormo         | Robert Kubica         | Lotus Renault GP    | 1:13,144 | 94  |
| Február 10. | Jerez, Spanyolország     | Circuito de Jerez-Ángel Nieto | Felipe Massa          | Ferrari             | 1:20,709 | 101 |
| Február 11. | Jerez, Spanyolország     | Circuito de Jerez-Ángel Nieto | Michael Schumacher    | Mercedes Grand Prix | 1:20,352 | 112 |
| Február 12. | Jerez, Spanyolország     | Circuito de Jerez-Ángel Nieto | Nick Heidfeld         | Lotus Renault GP    | 1:20,361 | 86  |
| Február 13. | Jerez, Spanyolország     | Circuito de Jerez-Ángel Nieto | Rubens Barrichello    | Williams-Cosworth   | 1:19,832 | 103 |
| Február 18. | Barcelona, Spanyolország | Circuit de Catalunya          | Sebastian Vettel      | Red Bull-Renault    | 1:24,374 | 37  |
| Február 19. | Barcelona, Spanyolország | Circuit de Catalunya          | Sebastian Vettel      | Red Bull-Renault    | 1:23,315 | 104 |
| Február 20. | Barcelona, Spanyolország | Circuit de Catalunya          | Nico Rosberg          | Mercedes Grand Prix | 1:23,168 | 92  |
| Február 21. | Barcelona, Spanyolország | Circuit de Catalunya          | Felipe Massa          | Ferrari             | 1:22,625 | 121 |
| Március 8.  | Barcelona, Spanyolország | Circuit de Catalunya          | Mark Webber           | Red Bull-Renault    | 1:22,544 | 97  |
| Március 9.  | Barcelona, Spanyolország | Circuit de Catalunya          | Sebastian Vettel      | Red Bull-Renault    | 1:21,865 | 112 |
| Március 10. | Barcelona, Spanyolország | Circuit de Catalunya          | Sergio Pérez          | Sauber-Ferrari      | 1:21,761 | 95  |
| Március 11. | Barcelona, Spanyolország | Circuit de Catalunya          | Michael Schumacher    | Mercedes Grand Prix | 1:21,249 | 67  |
| Március 12. | Barcelona, Spanyolország | Circuit de Catalunya          | Nico Rosberg          | Mercedes Grand Prix | 1:43,814 | 35  |

## Csapatok
A csapatok és versenyzők listája az FIA előzetes nevezési listája alapján:
| Csapat                     | Konstruktőr   | Modell | Motor             | Gumi | #  | Versenyző(k)       | Verseny    | Tesztversenyzők(k)                                               |
| -------------------------- | ------------- | ------ | ----------------- | ---- | -- | ------------------ | ---------- | ---------------------------------------------------------------- |
| Red Bull Racing            | Red Bull      | RB7    | Renault RS27      | P    | 1  | Sebastian Vettel   | 1-19       | Daniel Ricciardo                                                 |
| Red Bull Racing            | Red Bull      | RB7    | Renault RS27      | P    | 2  | Mark Webber        | 1-19       | Daniel Ricciardo                                                 |
| Vodafone McLaren Mercedes  | McLaren       | MP4-26 | Mercedes FO 108Y  | P    | 3  | Lewis Hamilton     | 1-19       | Gary Paffett Pedro de la Rosa                                    |
| Vodafone McLaren Mercedes  | McLaren       | MP4-26 | Mercedes FO 108Y  | P    | 4  | Jenson Button      | 1-19       | Gary Paffett Pedro de la Rosa                                    |
| Scuderia Ferrari Marlboro  | Ferrari       | F150   | Ferrari 056       | P    | 5  | Fernando Alonso    | 1-19       | Giancarlo Fisichella Jules Bianchi Marc Gené                     |
| Scuderia Ferrari Marlboro  | Ferrari       | F150   | Ferrari 056       | P    | 6  | Felipe Massa       | 1-19       | Giancarlo Fisichella Jules Bianchi Marc Gené                     |
| Mercedes GP Petronas       | Mercedes      | W02    | Mercedes FO 108Y  | P    | 7  | Michael Schumacher | 1-19       | Anthony Davidson                                                 |
| Mercedes GP Petronas       | Mercedes      | W02    | Mercedes FO 108Y  | P    | 8  | Nico Rosberg       | 1-19       | Anthony Davidson                                                 |
| Lotus Renault GP           | Lotus-Renault | R31    | Renault RS27-2011 | P    | 9  | Nick Heidfeld      | 1–11       | Bruno Senna Romain Grosjean Fairuz Fauzy Ho-Pin Tung Jan Charouz |
| Lotus Renault GP           | Lotus-Renault | R31    | Renault RS27-2011 | P    | 9  | Bruno Senna        | 12–19      | Bruno Senna Romain Grosjean Fairuz Fauzy Ho-Pin Tung Jan Charouz |
| Lotus Renault GP           | Lotus-Renault | R31    | Renault RS27-2011 | P    | 10 | Vitalij Petrov     | 1-19       | Bruno Senna Romain Grosjean Fairuz Fauzy Ho-Pin Tung Jan Charouz |
| AT&T Williams              | Williams      | FW33   | Cosworth CA2011   | P    | 11 | Rubens Barrichello | 1-19       | Valtteri Bottas                                                  |
| AT&T Williams              | Williams      | FW33   | Cosworth CA2011   | P    | 12 | Pastor Maldonado   | 1-19       | Valtteri Bottas                                                  |
| Sahara Force India F1 Team | Force India   | VJM04  | Mercedes FO 108Y  | P    | 14 | Adrian Sutil       | 1-19       | Nico Hülkenberg                                                  |
| Sahara Force India F1 Team | Force India   | VJM04  | Mercedes FO 108Y  | P    | 15 | Paul di Resta      | 1-19       | Nico Hülkenberg                                                  |
| Sauber F1 Team             | Sauber        | C30    | Ferrari 056       | P    | 16 | Kobajasi Kamui     | 1-19       | Esteban Gutiérrez                                                |
| Sauber F1 Team             | Sauber        | C30    | Ferrari 056       | P    | 17 | Sergio Pérez       | 1-6, 8-19  | Esteban Gutiérrez                                                |
| Sauber F1 Team             | Sauber        | C30    | Ferrari 056       | P    | 17 | Pedro de la Rosa   | 7          | Esteban Gutiérrez                                                |
| Scuderia Toro Rosso        | Toro Rosso    | STR6   | Ferrari 056       | P    | 18 | Sébastien Buemi    | 1-19       | Jean-Éric Vergne                                                 |
| Scuderia Toro Rosso        | Toro Rosso    | STR6   | Ferrari 056       | P    | 19 | Jaime Alguersuari  | 1-19       | Jean-Éric Vergne                                                 |
| Team Lotus                 | Lotus         | T128   | Renault RS27      | P    | 20 | Heikki Kovalainen  | 1-19       | Karun Chandhok Luiz Razia Davide Valsecchi Ricardo Teixeira      |
| Team Lotus                 | Lotus         | T128   | Renault RS27      | P    | 21 | Jarno Trulli       | 1-9, 11-19 | Karun Chandhok Luiz Razia Davide Valsecchi Ricardo Teixeira      |
| Team Lotus                 | Lotus         | T128   | Renault RS27      | P    | 21 | Karun Chandhok     | 10         | Karun Chandhok Luiz Razia Davide Valsecchi Ricardo Teixeira      |
| Hispania Racing            | HRT           | F111   | Cosworth CA2011   | P    | 22 | Narain Karthikeyan | 1-8,17     | Narain Karthikeyan                                               |
| Hispania Racing            | HRT           | F111   | Cosworth CA2011   | P    | 22 | Daniel Ricciardo   | 9-19       | Narain Karthikeyan                                               |
| Hispania Racing            | HRT           | F111   | Cosworth CA2011   | P    | 23 | Vitantonio Liuzzi  | 1-16,18-19 | Narain Karthikeyan                                               |
| Marussia Virgin Racing     | Virgin        | MVR-02 | Cosworth CA2011   | P    | 24 | Timo Glock         | 1-19       | Jamamoto Szakon Robert Wickens                                   |
| Marussia Virgin Racing     | Virgin        | MVR-02 | Cosworth CA2011   | P    | 25 | Jérôme d’Ambrosio  | 1-19       | Jamamoto Szakon Robert Wickens                                   |

## Versenynaptár
Az FIA által 2010. november 3-án közzétett végleges menetrend:
| Verseny | Hivatalos név                          | Nagydíj            | Pálya                          | Város              | Dátum          | Idő   | Idő   | Idő   | Pályarajz     |
| Verseny | Hivatalos név                          | Nagydíj            | Pálya                          | Város              | Dátum          | Helyi | UTC   | CET   | Pályarajz     |
| ------- | -------------------------------------- | ------------------ | ------------------------------ | ------------------ | -------------- | ----- | ----- | ----- | ------------- |
| 1       | Qantas Australian Grand Prix           | ausztrál nagydíj   | Albert Park Grand Prix Circuit | Melbourne          | március 27.    | 17:00 | 6:00  | 7:00  | Melbourne     |
| 2       | Petronas Malaysia Grand Prix           | maláj nagydíj      | Sepang International Circuit   | Kuala Lumpur       | április 10.    | 16:00 | 8:00  | 9:00  | Sepang        |
| 3       | UBS Chinese Grand Prix                 | kínai nagydíj      | Shanghai International Circuit | Sanghaj            | április 17.    | 15:00 | 7:00  | 8:00  | Sanghaj       |
| 4       | DHL Turkish Grand Prix                 | török nagydíj      | Isztambul Park                 | Isztambul          | május 8.       | 15:00 | 13:00 | 14:00 | Isztambul     |
| 5       | Santander Gran Premio de España        | spanyol nagydíj    | Circuit de Catalunya           | Barcelona          | május 22.      | 14:00 | 13:00 | 14:00 | Barcelona     |
| 6       | Grand Prix de Monaco                   | monacói nagydíj    | Circuit de Monaco              | Monte-Carlo        | május 29.      | 14:00 | 13:00 | 14:00 | Monte Carlo   |
| 7       | Grand Prix du Canada                   | kanadai nagydíj    | Circuit Gilles Villeneuve      | Montréal           | június 12.     | 13:00 | 18:00 | 19:00 | Montréal      |
| 8       | Grand Prix of Europe                   | európai nagydíj    | Valencia Street Circuit        | Valencia           | június 26.     | 14:00 | 12:00 | 13:00 | Valencia      |
| 9       | Santander British Grand Prix           | brit nagydíj       | Silverstone Circuit            | Silverstone        | július 10.     | 13:00 | 13:00 | 14:00 | Silverstone   |
| 10      | Santander Großer Preis von Deutschland | német nagydíj      | Nürburgring                    | Nürburg            | július 24.     | 14:00 | 13:00 | 14:00 | Nürburgring   |
| 11      | Eni magyar nagydíj                     | magyar nagydíj     | Hungaroring                    | Budapest, Mogyoród | július 31.     | 14:00 | 13:00 | 14:00 | Mogyoród      |
| 12      | Shell Belgian Grand Prix               | belga nagydíj      | Circuit de Spa-Francorchamps   | Spa                | augusztus 28.  | 14:00 | 13:00 | 14:00 | Spa           |
| 13      | Gran Premio Santander d'Italia         | olasz nagydíj      | Autodromo Nazionale di Monza   | Monza              | szeptember 11. | 14:00 | 13:00 | 14:00 | Monza         |
| 14      | SingTel Singapore Grand Prix           | szingapúri nagydíj | Singapore Street Circuit       | Szingapúr          | szeptember 25. | 20:00 | 13:00 | 14:00 | Szingapúr     |
| 15      | Fuji Television Japanese Grand Prix    | japán nagydíj      | Suzuka Circuit                 | Szuzuka            | október 9.     | 15:00 | 7:00  | 8:00  | Suzuka        |
| 16      | Korean Grand Prix                      | koreai nagydíj     | Korean International Circuit   | South Jeolla       | október 16.    | 15:00 | 7:00  | 8:00  | South Jeolla  |
| 17      | Airtel Grand Prix of India             | indiai nagydíj     | Buddh International Circuit    | Greater Noida      | október 30.    | 15:00 | 09:30 | 10:30 | Greater Noida |
| 18      | Etihad Airways Abu Dhabi Grand Prix    | abu-dzabi nagydíj  | Yas Island                     | Abu-Dzabi          | november 13.   | 17:00 | 13:00 | 14:00 | Abu-Dzabi     |
| 19      | Petrobras Grande Prêmio do Brasil      | brazil nagydíj     | Autódromo José Carlos Pace     | São Paulo          | november 27.   | 14:00 | 16:00 | 17:00 | Interlagos    |

## A szezon menete

### Bahreini nagydíj

Bahrain International Circuit

A bahreini nagydíj a 2011-es Formula–1 világbajnokság versenynaptára szerint az első futam lett volna, amelyet eredetileg 2011. március 11. és március 13. között rendeztek volna meg, de a bahreini politikai események miatt elmaradt, így az ausztrál nagydíj lett az év első futama. Az FIA június 3-án úgy döntött, hogy október 28. és október 30. között rendezik meg a bahreini nagydíjat, az évad tizenhetedik versenyeként, amely az indiai nagydíj időpontja lett volna. A verseny szervezői azonban az FIA döntése után egy héttel később önként lemondtak a verseny megrendezésétől, 2011-ben nem rendeznek bahreini nagydíjat. A versenyt a bahreini Bahrain International Circuiten, Szahírban rendezték volna.

### Ausztrál nagydíj

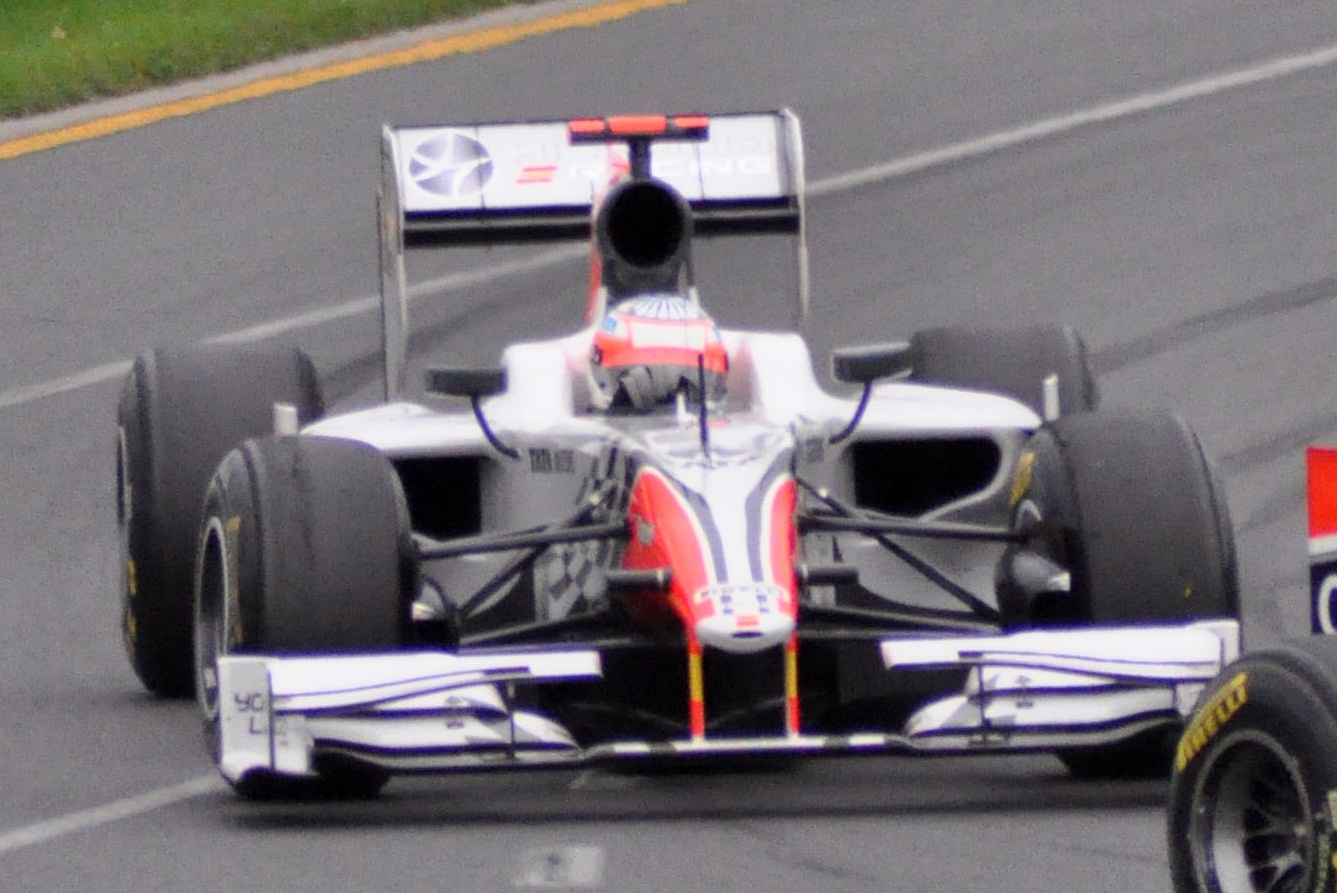
Narain Karthikeyan a HRT-vel nem teljesítette a 107%-ot az időmérőn, így a versenyen nem indulhatott

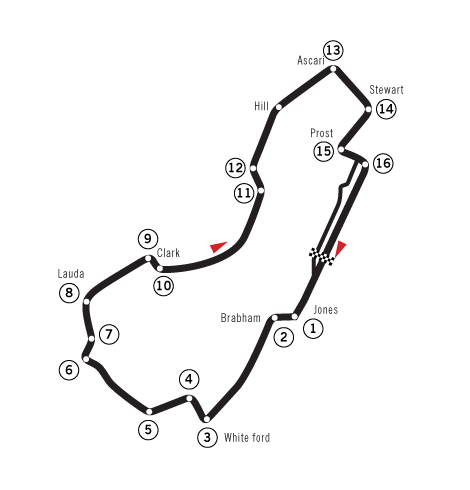
Melbourne Grand Prix Circuit

A szezon első versenyét, az ausztrál nagydíjat, 2011. március 27-én rendezték az Albert Parkban. A pályán egy kör 5,303 km, a verseny 58 körös volt.
A kvalifikációt Sebastian Vettel nyerte Lewis Hamilton és Mark Webber előtt. A két HRT a 107%-ot (1:32,166) nem érte el, így nem indulhattak a futamon. A futam rajtjának időpontjában napos, száraz, közepes hőmérsékletű időjárás volt. A rajtnál senki nem ragadt be, viszont az első körben Adrian Sutil eltalálta Michael Schumachert, akinek néhány körrel később fel kellett adnia a versenyt. Rubens Barrichello a futam első körében kicsúszott a kavicságyba, és miután visszatért a pályára, folyamatosan pozíciókat javított. Az egyik kiállását követően azonban Nico Rosberget telibe találta, és mindketten feladni kényszerültek a futamot. Sebastian Vettel magabiztosan nyert, őt Lewis Hamilton követte a második helyen. Nagy meglepetésre a Renault orosz pilótája, Vitalij Petrov érkezett meg a harmadik helyre. A futam után a pontszerzőként beérő Saubereket kizárták, mert a hátsó légterelő szárny 3 mm-rel eltért a szabálykönyvben leírtaktól.

### Maláj nagydíj

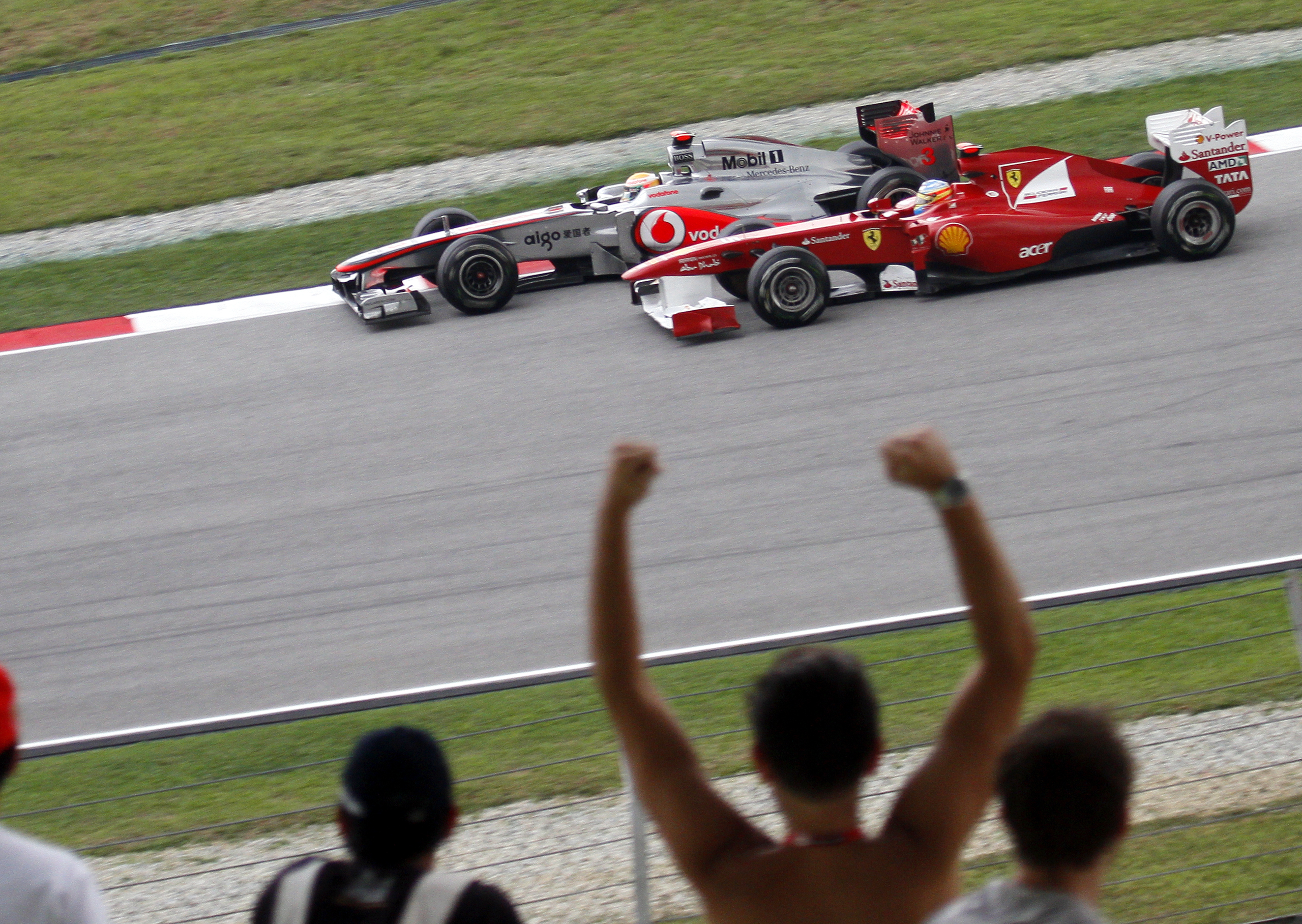
Hamilton és Alonso egyik csatája a versenyen

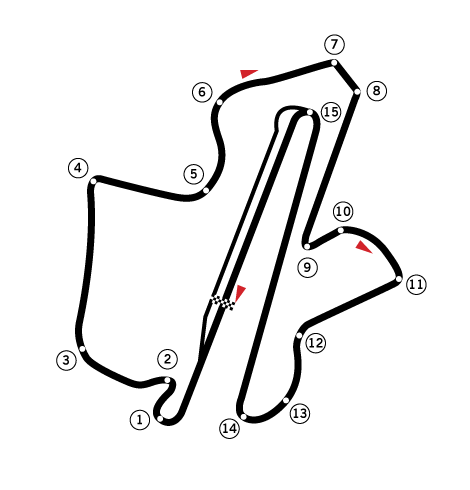
Sepang International Circuit

A második verseny a maláj nagydíj volt, 2011. április 10-én rendezték Sepangban. A pályán egy kör 5,543 km, a verseny 56 körös volt.

### Kínai nagydíj

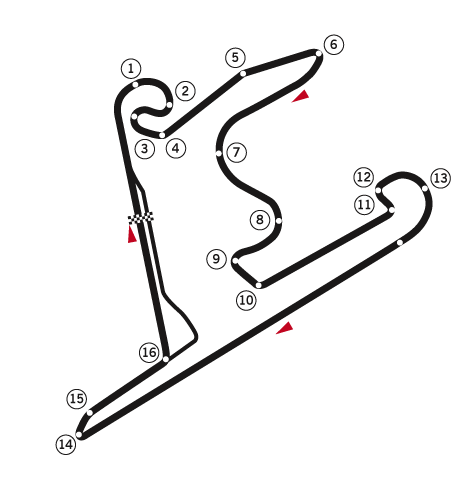
Shanghai International Circuit

A harmadik versenyt, a Formula–1 kínai nagydíjat 2011. április 17-én rendezték Sanghajban. A pályán egy kör 5,451 km, a verseny 56 körös volt.

### Török nagydíj

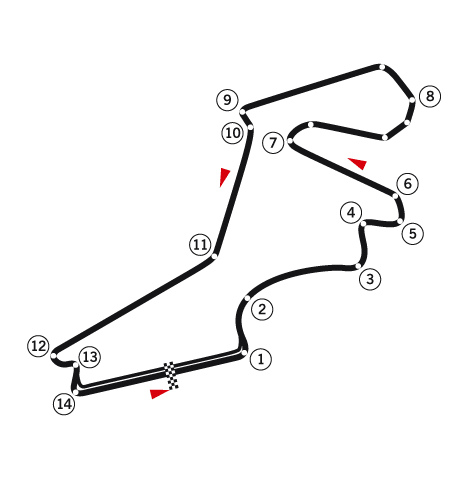
Isztambul park

A negyedik versenyt, a török nagydíjat 2011. május 8-án rendezték az Isztambul Parkban. A pályán egy kör 5,338 km, a verseny 58 körös volt.

### Spanyol nagydíj

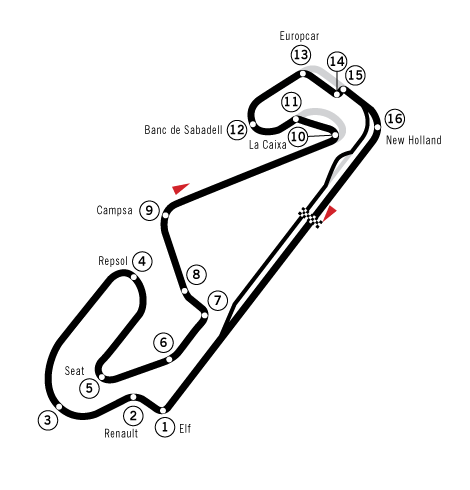
Circuit Catalunya

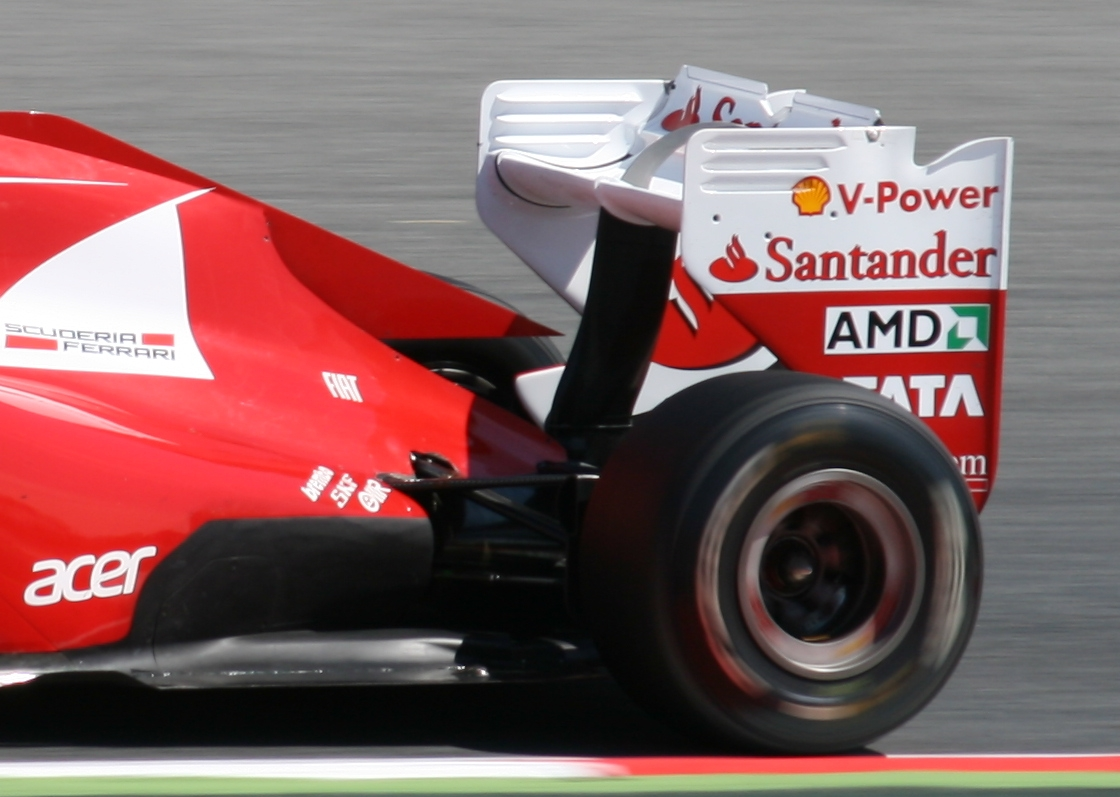
A Ferrari új hátsó szárnya, melyet a pénteki szabadedzés után betiltottak

A világbajnokság ötödik versenyét, a Formula–1 spanyol nagydíjat 2011. május 22-én Barcelonában rendezték meg. A pálya hossza 4,655 km, a versenytáv összesen 307,104 km volt, amely 66 körnek felel meg.

### Monacói nagydíj

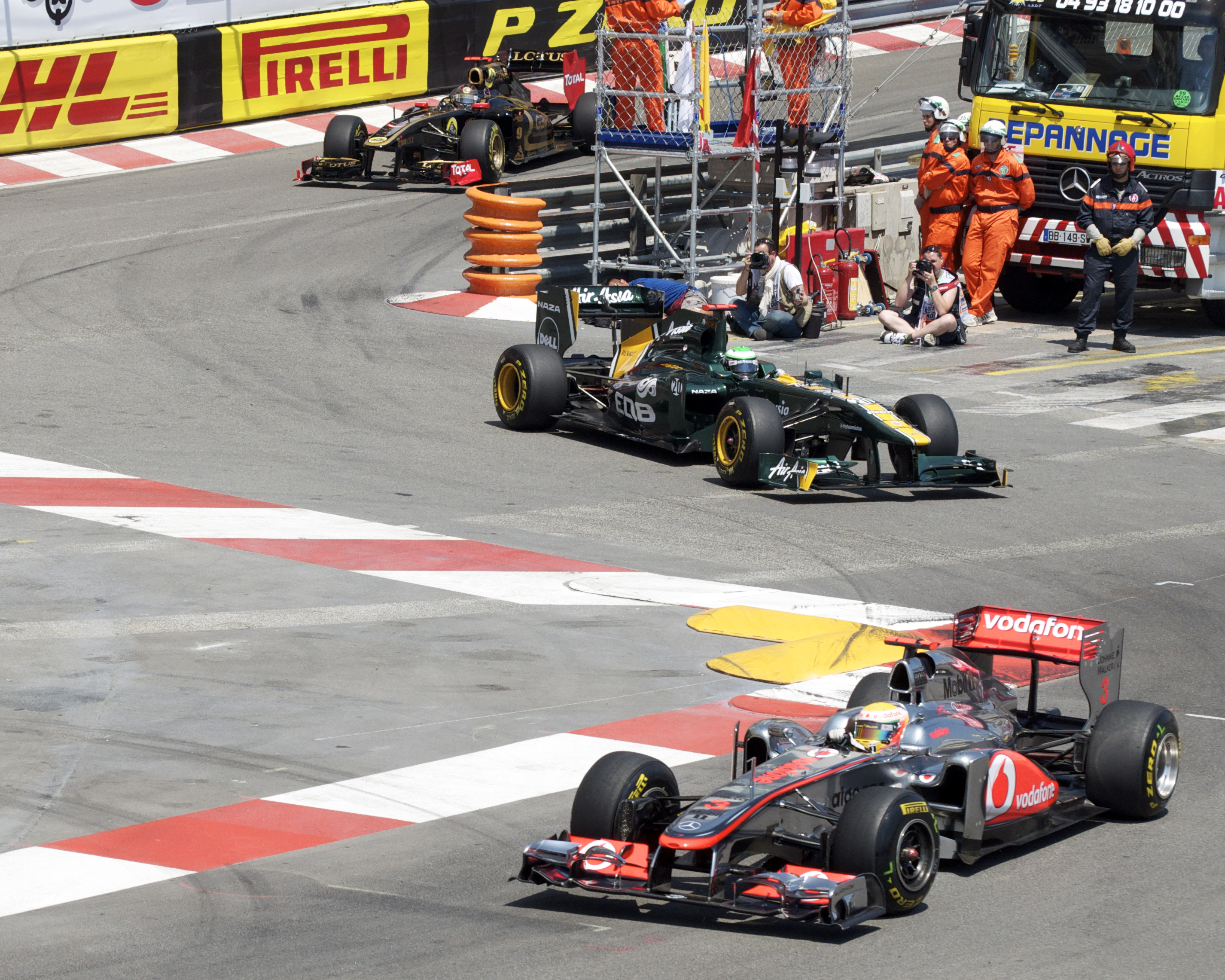
Hamilton, Kovalainen és Heidfeld a versenyen

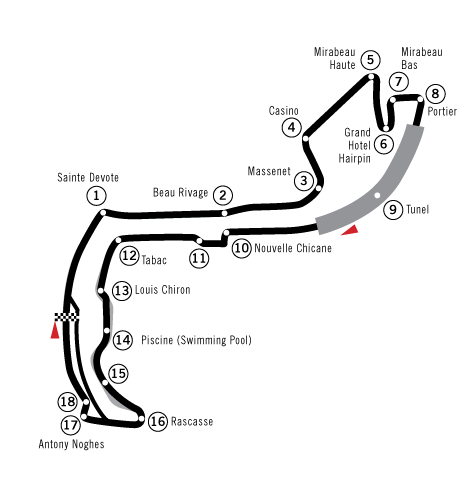
Circuit de Monaco

A világbajnokság hatodik versenyét a Formula–1 monacói nagydíjat 2011. május 29-én a Monacói utcai pályán rendezték. A pályán egy kör 3,340 km, a verseny 78 körös volt.
A pole-ból Sebastian Vettel indulhatott 4 tizeddel végzett a 2. helyezett Jenson Button előtt és a 3. Mark Webber lett. Az edzés Q3-as szakaszában Sergio Pérez hatalmas balesetet szenvedett, és mentőautóval szállították kórházba, így a futamon nem indulhatott. A verseny rajtjánál Alonso előzte meg Webbert és ugrott fel harmadiknak. Később Vettelnek és Webbernek is elrontották a kerékcseréjét, így Vettelt Button megelőzte, Webber pedig visszaesett a középmezőnybe. A verseny 34. körében bejött a biztonsági autó, mert Felipe Massa az alagútban falnak csapta autóját. Meglepetésre Vettel nem jött ki kereket cserélni, és teljesen elfogytak a gumijai. Alonso és Button is körökön átüldözte őt, de a 69. körben tömegbaleset történt, amikor Alguersuari és Petrov is falnak csapódott. Az utóbbi súlyos sérülést szenvedett, és őt is kórházba szállították. Ezért a versenyt megállították, de nemsokára újraindították. A futamot az élről rajtoló Sebastian Vettel nyerte meg Fernando Alonso és Jenson Button előtt.

### Kanadai nagydíj

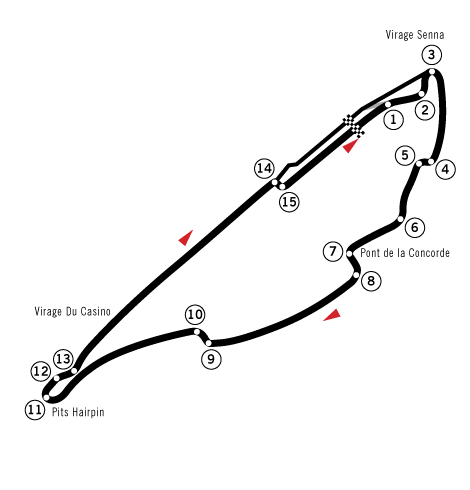
Circuit Gilles Villeneuve

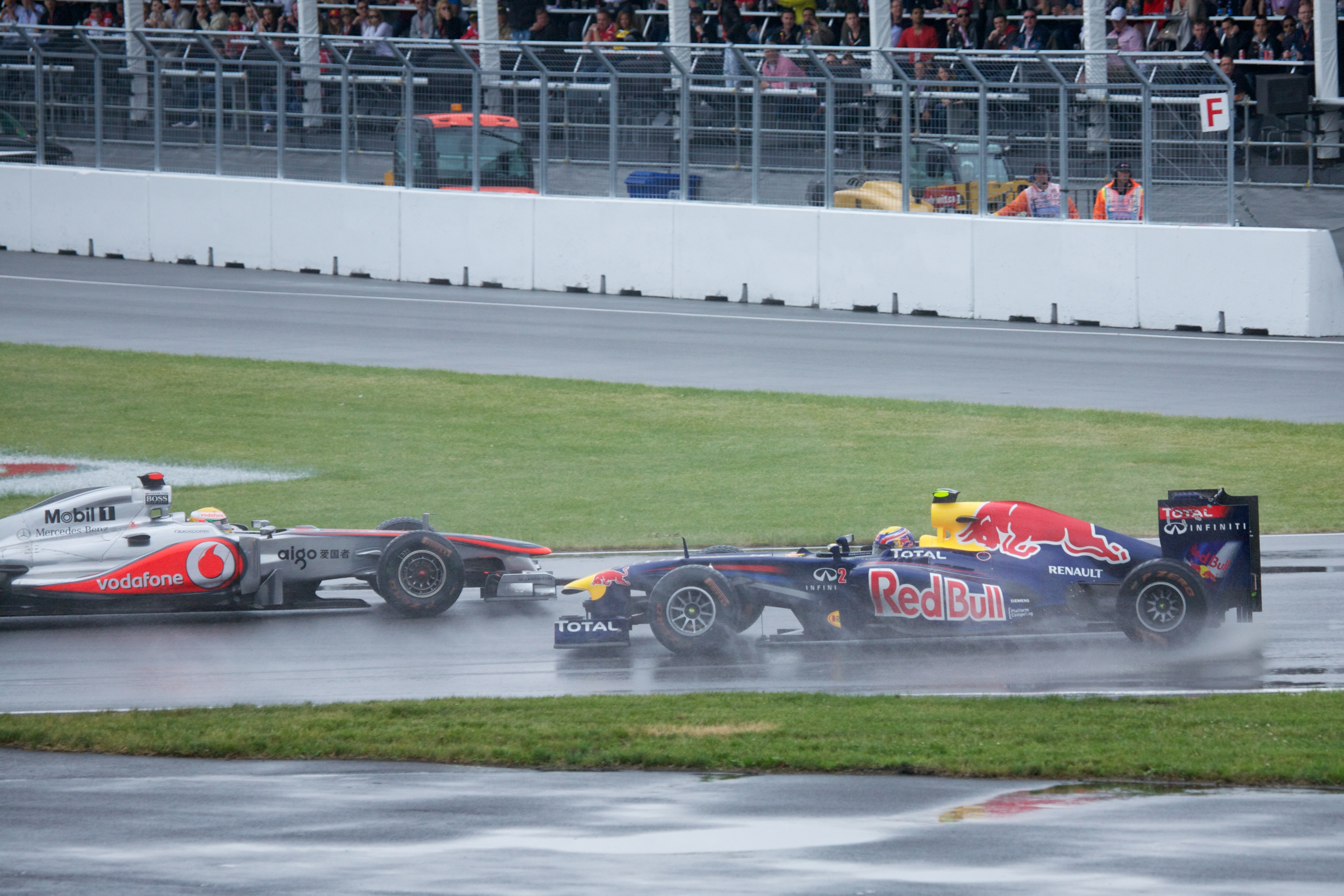
Webber és Hamilton a rajt után már az első kanyarban összekoccantak

A világbajnokság hetedik futamát, a kanadai nagydíjat 2011. június 12-én rendezték Montréalban. A versenypályán egy kör 4,361 km, a verseny 70 körös volt.
Ismét Sebastian Vettel nyerte meg az időmérőt Fernando Alonso és Felipe Massa előtt.
Vasárnapra zuhogó eső várt a versenyzőkre, ezért biztonsági autó mögül indulhatott a mezőny. Lewis Hamilton és Mark Webber már az első tiszta versenykörben összeakadt. Utóbbi szerencsétlenebbül járt, mert megpördült. Majd Hamilton ütközött Jenson Buttonnal és kiesett a versenyből. Megint bekülték a biztonsági autót a pályára. 19 körrel a verseny megkezdése után hihetetlenül elkezdett esni az eső, és megállították a futamot. Két órás várakozás után a verseny újraindult, de a 38. körben Jenson Button ütközött Fernando Alonsóval. A spanyol fennakadt a rázókövön, és nem tudott továbbmenni, de Button is defektet kapott, és visszaesett a 21. helyre. Mikor Massa akarta megelőzni Kobajasi Kamuit, mindketten lecsúsztak az ívről, és ezt Michael Schumacher használta ki. A biztonsági autó hatodszorra is bejött a pályára, mert Nick Heidfeld autójáról lerepült az első szárny, és a levegőbe emelkedett. Aztán egy 10 körös „sprintverseny” következett. Jenson Button kettőt előzött, mikor kihasználta Mark Webber sikán-átvágását, és a DRS zónában előzte meg Michael Schumachert, az utolsó körre pedig utolérte a toronymagasan vezető Sebastian Vettelt. A német a hetes kanyarban hibázott és visszacsúszott a 2. helyre. Így a futamot Button nyerte meg (akit utána két esetért is vizsgáltak, de nem kapott büntetést) Vettel és Webber előtt. A Mclaren angol versenyzője egész futamon háromnegyed kör vezetett de azt pont a legjobbkor. A verseny 4 órás és 4 perces volt, és ezzel ez lett a Formula–1 történelmének leghosszabb futama. A McLaren vezetője utóbb ezt nyilatkozta: „Fantasztikus futam volt, 10% volt a csapat és 90% Button”.

### Európai nagydíj

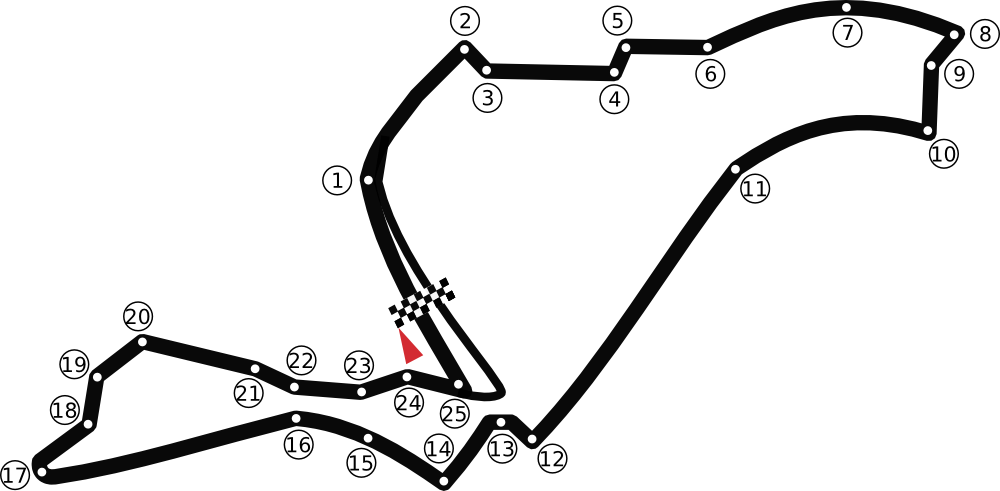
Valencia Street Circuit

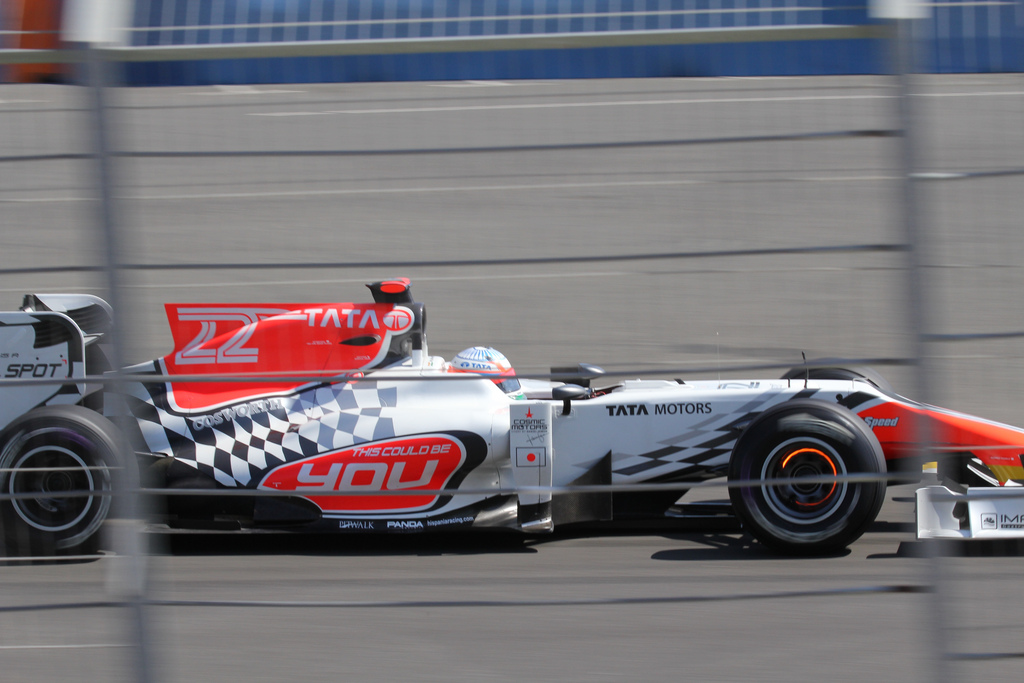
Karthikeyan Valenciában

A nyolcadik versenyt, az európai nagydíjat 2011. június 26-án rendezték Valenciában. A pályán egy kör 5,419 km, a verseny 57 körös volt.

### Brit nagydíj

Silverstone Circuit

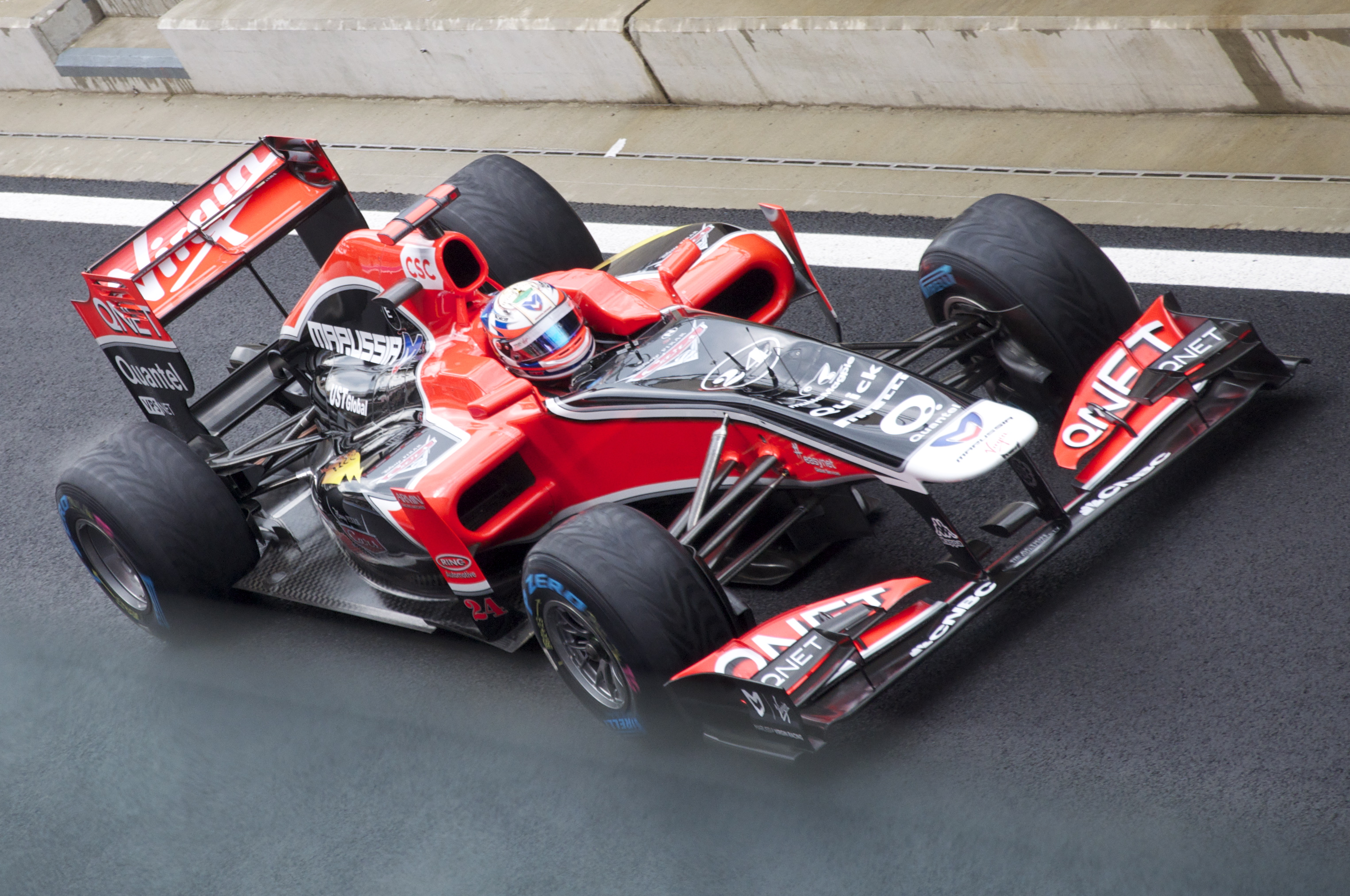
Glock Silverstone-ban

A kilencedik versenyt, a brit nagydíjat Silverstone-ban rendezték 2011. július 10-én. A pályán egy kör 5,891 km, a verseny 52 körös volt. A versenyen idén először sikerült nagy fölénnyel legyőzni a Red Bullokat, főleg Sebastian vettelt, akit Fernando Alonso elözött meg az utolsó kerékcserénél, mivel Vettel bal hátsó kerekét elsőre nem sikerült rögzíteni. Fernando Alonso egyetlen futamgyőzelme volt ez a szezonban.

### Német nagydíj

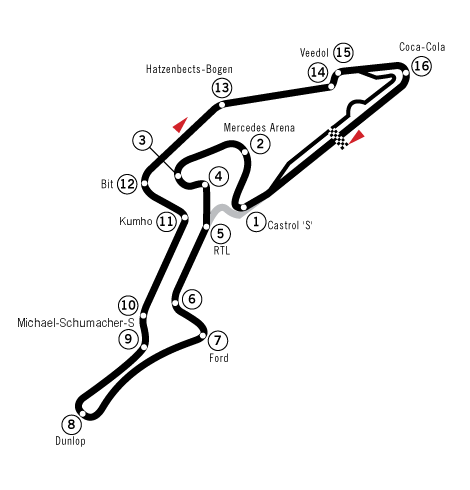
Nürburgring

Az évad tizedik versenyét, a német nagydíjat 2011. július 24-én rendezték meg a Nürburgringen. A pályán egy kör 5,148 km, a verseny 60 körös volt.

### Magyar nagydíj

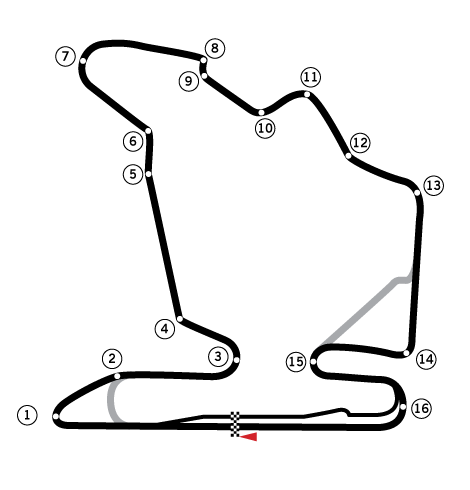
Hungaroring

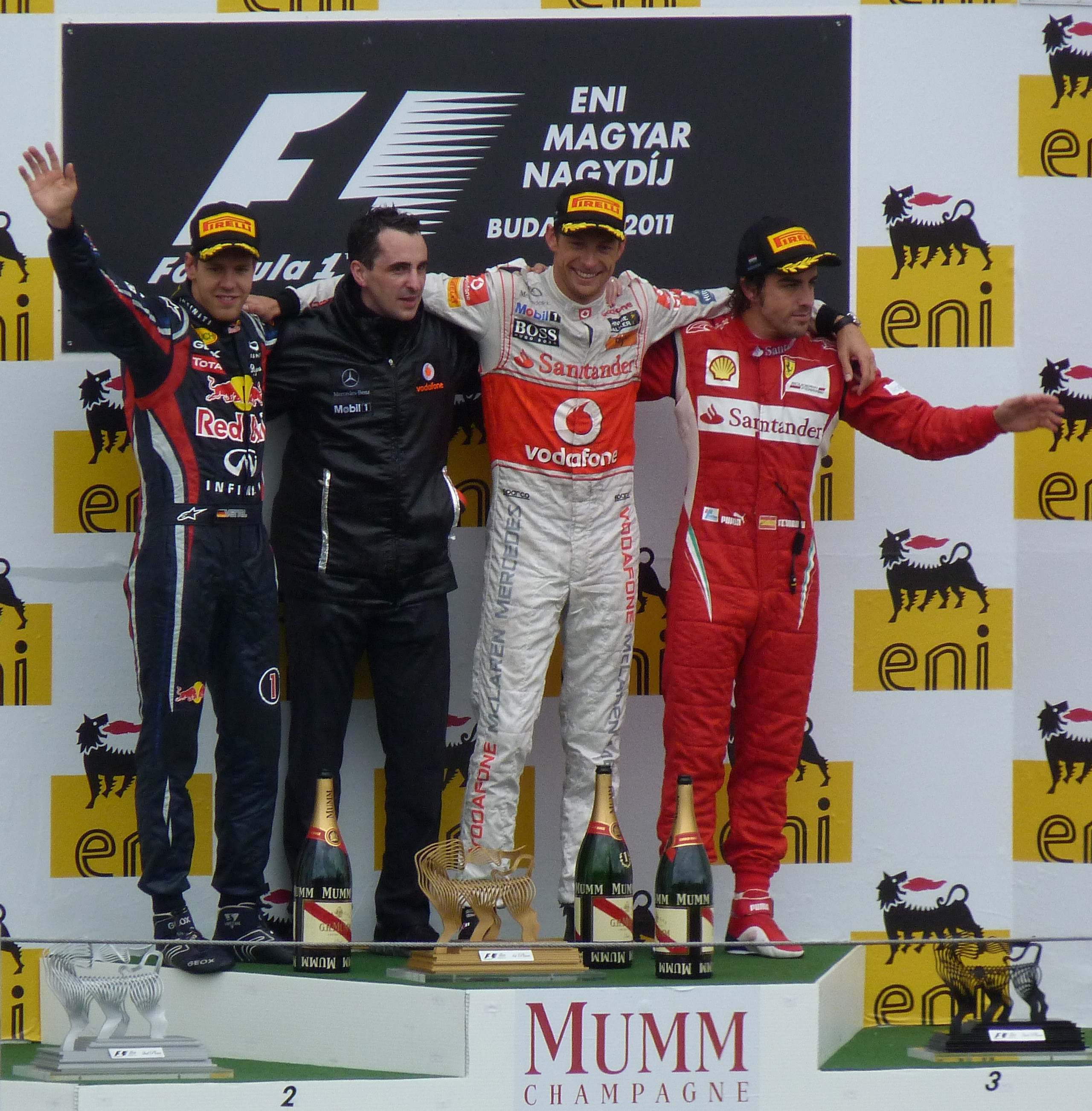
Button, Vettel és Alonso a dobogón

A világbajnokság tizenegyedik futamát, a magyar nagydíjat 2011. július 31-én rendezték a Hungaroringen, Mogyoródon. A pályán egy kör 4,381 km, a verseny 70 körös volt.

### Belga nagydíj

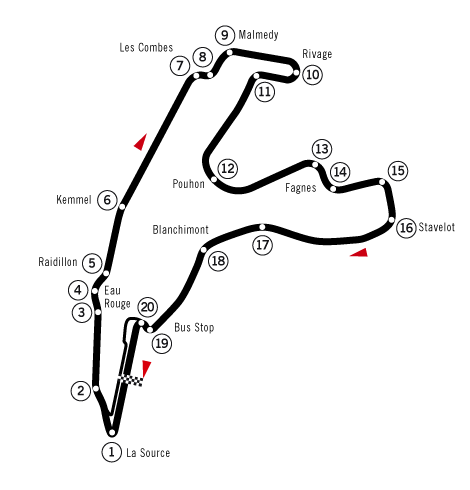
Circuit de Spa-Francorchamps

A tizenkettedik versenyt, a belga nagydíjat 2011. augusztus 28-án rendezték Spában. A pályán egy kör 7,004 km, a verseny 44 körös volt.

### Olasz nagydíj

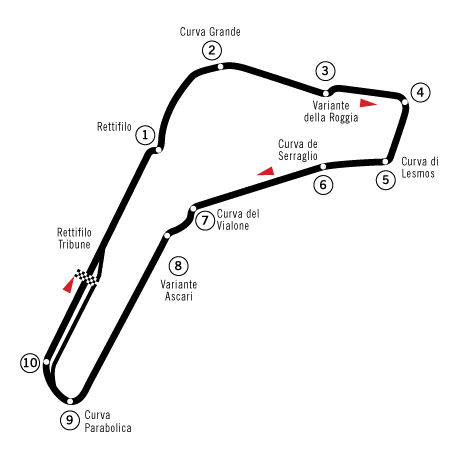
Autodromo Nazionale Monza

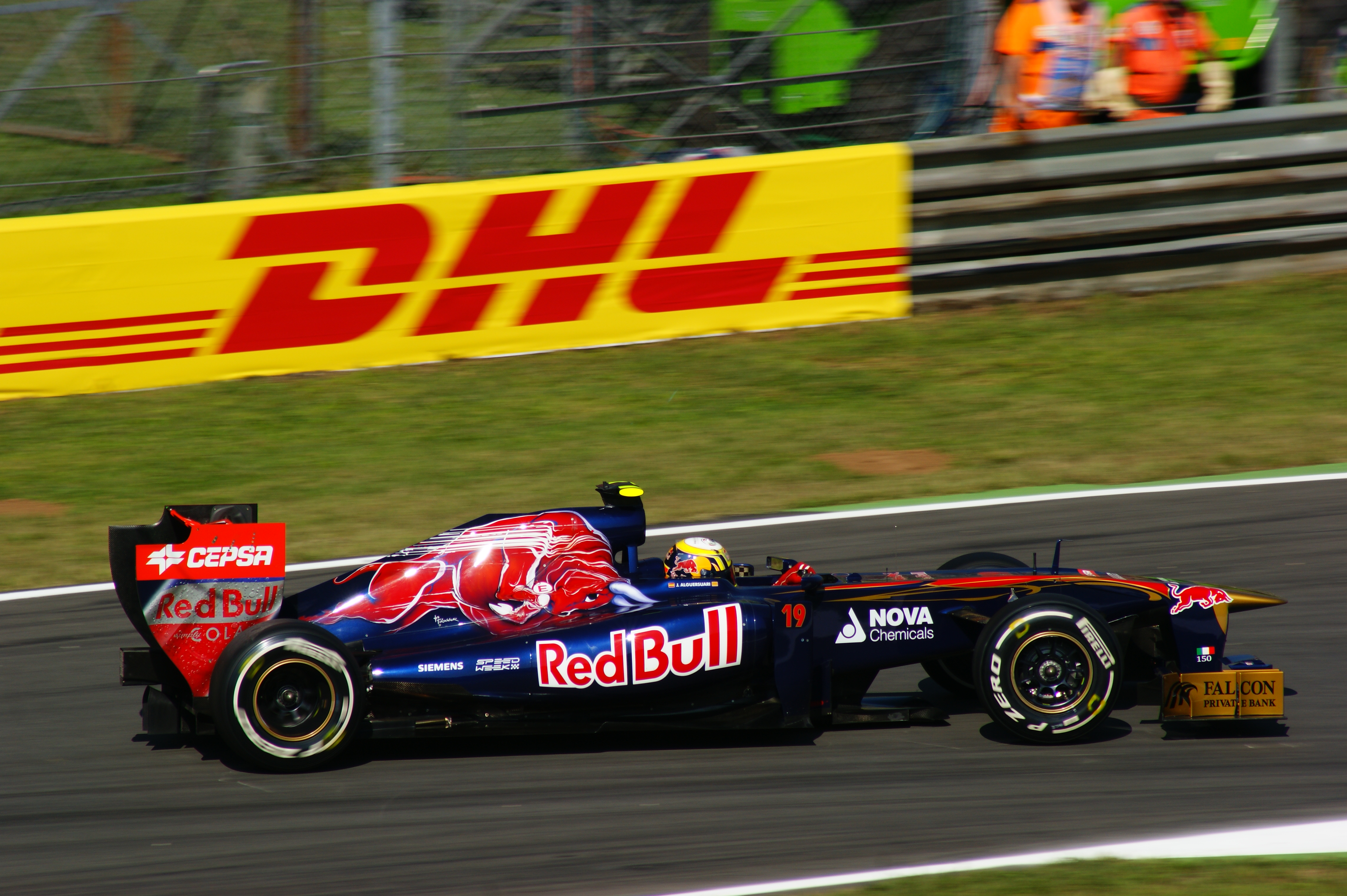
Alguersuari Monzában

A tizenharmadik versenyt, az olasz nagydíjat 2011. szeptember 11-én rendezték Monzában. A pályán egy kör 5,793 km, a verseny 53 körös volt.

### Szingapúri nagydíj

Singapore Street Circuit

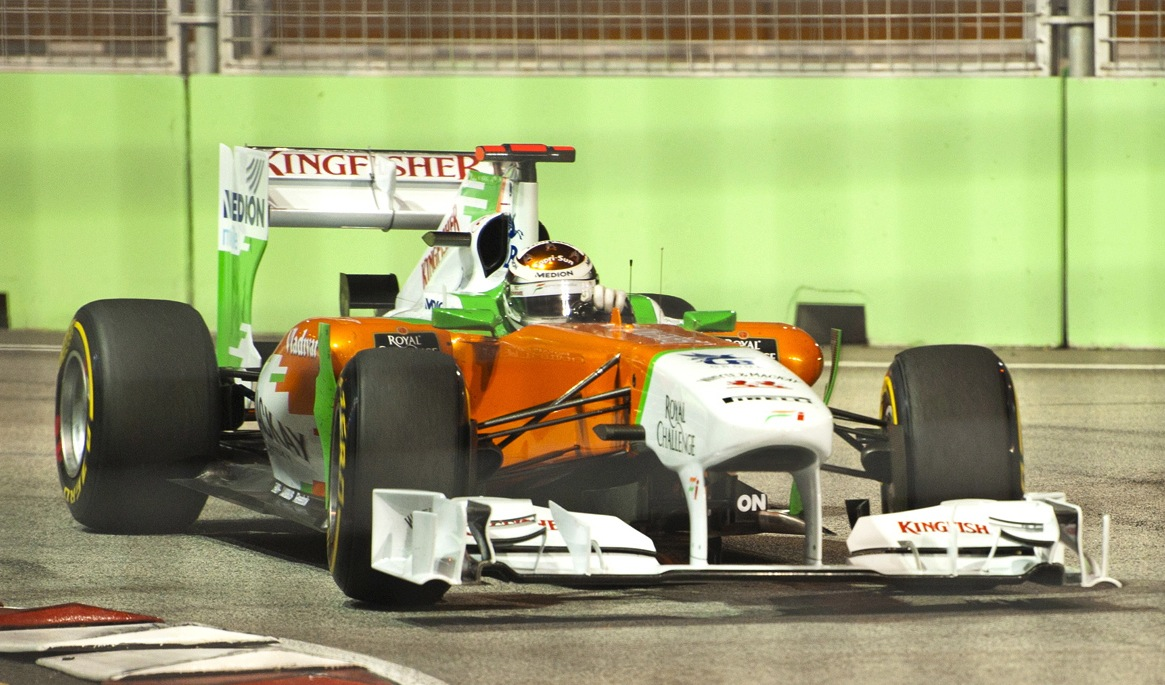
Adrian Sutil Szingapúrban

A tizennegyedik versenyt, a szingapúri nagydíjat 2011. szeptember 25-én rendezték éjszaka Szingapúrban. A pályán egy kör 5,073 km, a verseny 61 körös volt.

### Japán nagydíj

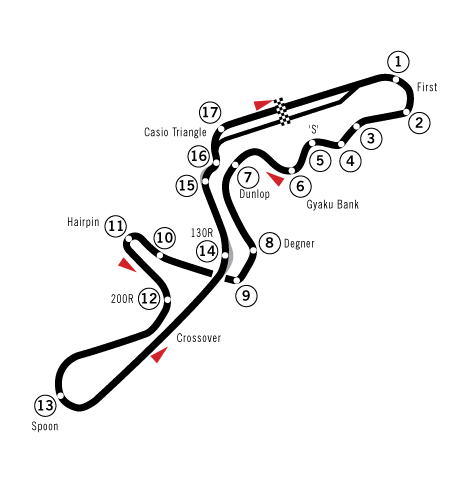
Suzuka Circuit

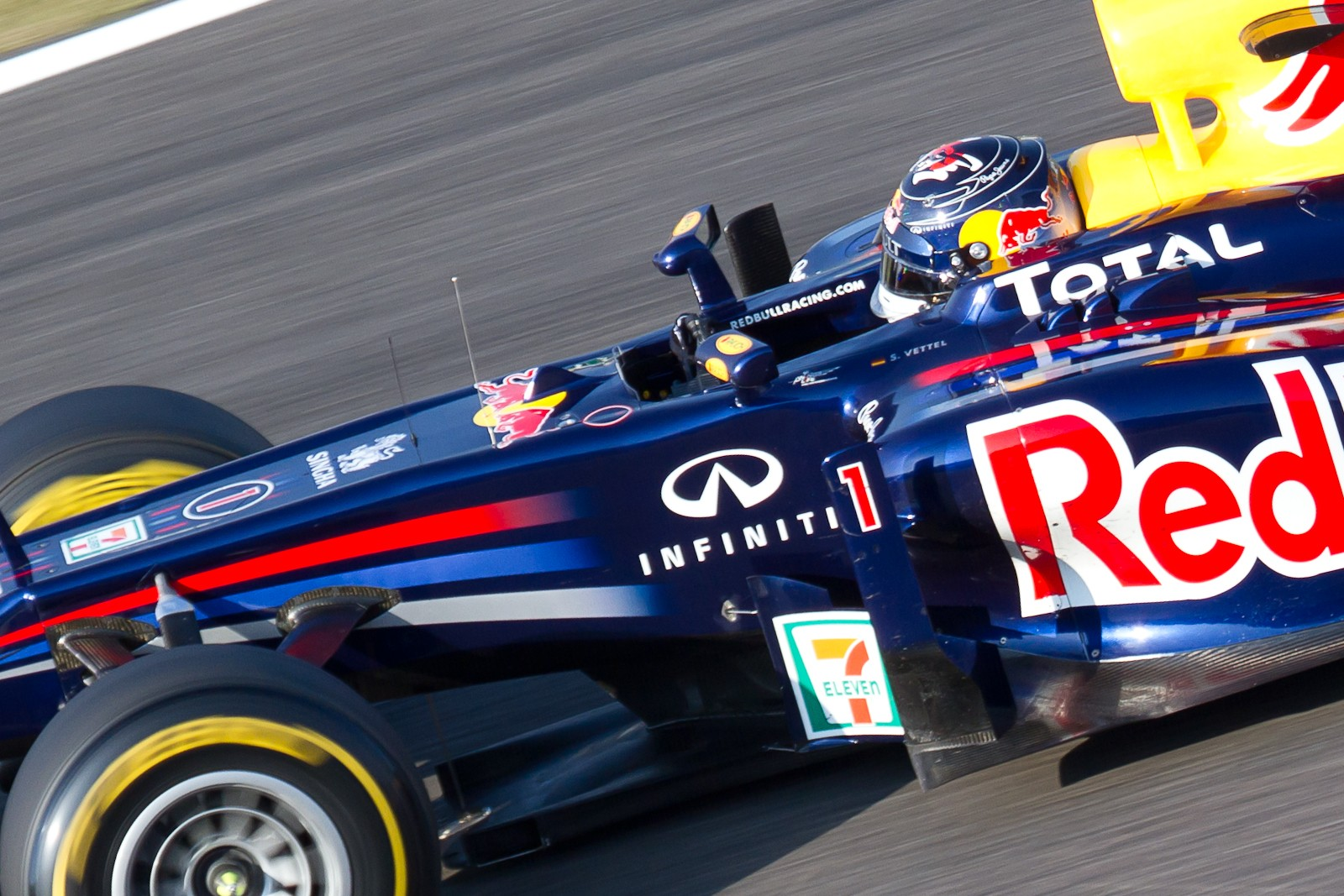
Vettel Suzukában

A tizenötödik versenyt, a japán nagydíjat 2011. október 9-én rendezték Szuzukában. A pályán egy kör 5,807 km, a verseny 53 körös volt.

### Koreai nagydíj

Korean International Circuit

A tizenhatodik versenyt, a koreai nagydíjat 2011. október 16-án rendezték a Korean International Circuiton. A pályán egy kör 5,615 km, a verseny 55 körös volt.

### Indiai nagydíj

Jaypee Group Circuit

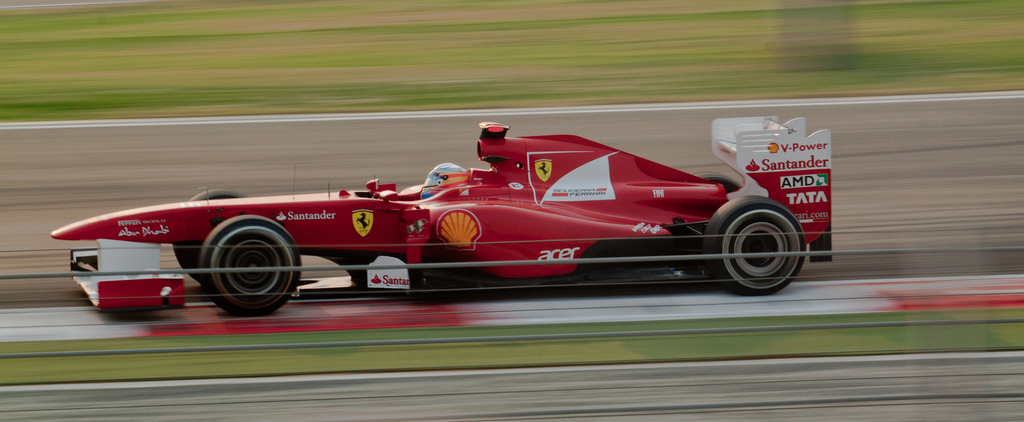
Alonso Indiában

A tizenhetedik versenyt, az indiai nagydíjat, 2011. október 30-án rendezték meg a Buddh International Circuiton, a pályán egy kör 5,125 km, a verseny 60 körös volt.

### Abu-dzabi nagydíj

Yas Island Circuit

A világbajnokság tizennyolcadik versenyét az abu-dzabi nagydíjat 2011. november 13-án rendezték Abu Dzabiban. A pályán egy kör 5,554 km, a verseny 55 körös volt.

### Brazil nagydíj

Autódromo José Carlos Pace

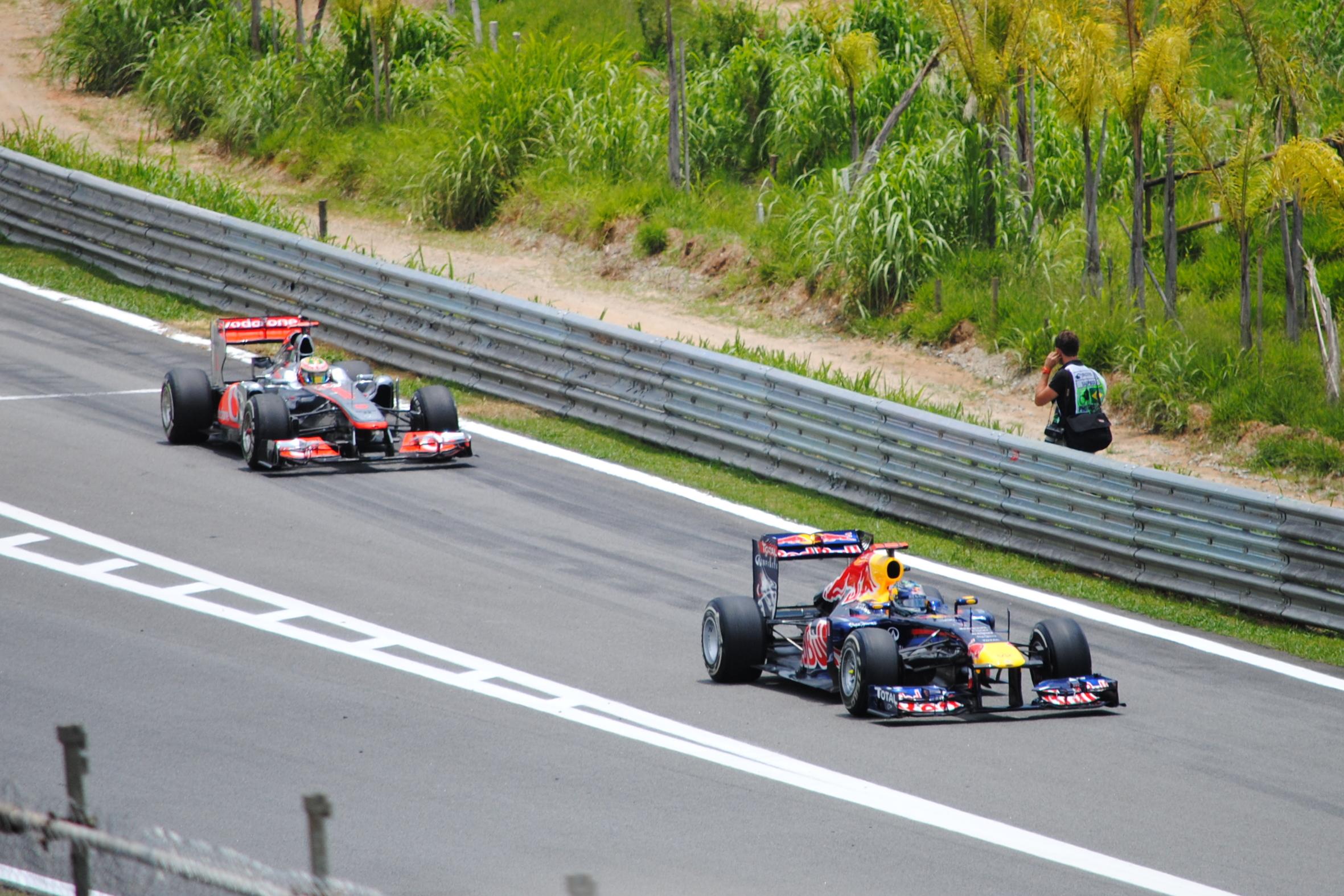
Vettel és Hamilton a versenyen

A tizenkilencedik versenyt, a brazil nagydíjat 2011. november 27-én rendezték Interlagosban. A pályán egy kör 4,309 km, a verseny 71 körös volt. Sebastian Vettel az Abu Dzabi nagydíjon történt kiesése után ismét a dobogóra állhatott, a második helyen fejezte be a futamot. A versenyt Mark Webber nyerte, az ausztrál az évad utolsó versenyén nyert először. A kalocsai mintás overallt viselő Jenson Button a harmadik helyen ért célba.
A rajtnál a 12. helyről induló Rubens Barrichello visszaesik a huszadik helyre. A 10. körben Schumacher a 9. helyezett Bruno Sennát próbálja megelőzni a célegyenes végén, de összeütköznek. Schumacher bal hátsó defektet kap, és a kerékcserével az utolsó helyre esik vissza. Sennát később áthajtásos büntetéssel sújtják. Vettelt a 14. körben figyelmeztetik, hogy gond van a váltójánál, vezessen óvatosan. A 22. körben Timo Glock kiáll a boxba, és a kijáratnál rosszul rögzített kereke leesik. Öt körrel később Pastor Maldonado kicsúszik, feladja. Miután Vettel váltóhibája súlyosodik, elengedi a mögötte haladó Webbert, aki ezzel megnyeri a brazil nagydíjat. Vettel csak váltóhibája miatt lett második, viszont övé lett a világbajnoki cím.

## Nagydíjak
| #  | Nagydíj            | Pole Pozíció     | Leggyorsabb kör  | Győztes pilóta   | Győztes konstruktőr | Összefoglaló |
| -- | ------------------ | ---------------- | ---------------- | ---------------- | ------------------- | ------------ |
| 1  | Ausztrál nagydíj   | Sebastian Vettel | Felipe Massa     | Sebastian Vettel | Red Bull-Renault    | Összefoglaló |
| 2  | Maláj nagydíj      | Sebastian Vettel | Mark Webber      | Sebastian Vettel | Red Bull-Renault    | Összefoglaló |
| 3  | Kínai nagydíj      | Sebastian Vettel | Mark Webber      | Lewis Hamilton   | McLaren-Mercedes    | Összefoglaló |
| 4  | Török nagydíj      | Sebastian Vettel | Mark Webber      | Sebastian Vettel | Red Bull-Renault    | Összefoglaló |
| 5  | Spanyol nagydíj    | Mark Webber      | Lewis Hamilton   | Sebastian Vettel | Red Bull-Renault    | Összefoglaló |
| 6  | Monacói nagydíj    | Sebastian Vettel | Mark Webber      | Sebastian Vettel | Red Bull-Renault    | Összefoglaló |
| 7  | Kanadai nagydíj    | Sebastian Vettel | Jenson Button    | Jenson Button    | McLaren-Mercedes    | Összefoglaló |
| 8  | Európai nagydíj    | Sebastian Vettel | Sebastian Vettel | Sebastian Vettel | Red Bull-Renault    | Összefoglaló |
| 9  | Brit nagydíj       | Mark Webber      | Fernando Alonso  | Fernando Alonso  | Ferrari             | Összefoglaló |
| 10 | Német nagydíj      | Mark Webber      | Lewis Hamilton   | Lewis Hamilton   | McLaren-Mercedes    | Összefoglaló |
| 11 | Magyar nagydíj     | Sebastian Vettel | Felipe Massa     | Jenson Button    | McLaren-Mercedes    | Összefoglaló |
| 12 | Belga nagydíj      | Sebastian Vettel | Mark Webber      | Sebastian Vettel | Red Bull-Renault    | Összefoglaló |
| 13 | Olasz nagydíj      | Sebastian Vettel | Lewis Hamilton   | Sebastian Vettel | Red Bull-Renault    | Összefoglaló |
| 14 | Szingapúri nagydíj | Sebastian Vettel | Jenson Button    | Sebastian Vettel | Red Bull-Renault    | Összefoglaló |
| 15 | Japán nagydíj      | Sebastian Vettel | Jenson Button    | Jenson Button    | McLaren-Mercedes    | Összefoglaló |
| 16 | Koreai nagydíj     | Lewis Hamilton   | Sebastian Vettel | Sebastian Vettel | Red Bull-Renault    | Összefoglaló |
| 17 | Indiai nagydíj     | Sebastian Vettel | Sebastian Vettel | Sebastian Vettel | Red Bull-Renault    | Összefoglaló |
| 18 | Abu-dzabi nagydíj  | Sebastian Vettel | Mark Webber      | Lewis Hamilton   | McLaren-Mercedes    | Összefoglaló |
| 19 | Brazil nagydíj     | Sebastian Vettel | Mark Webber      | Mark Webber      | Red Bull-Renault    | Összefoglaló |

## Eredmények

### Versenyzők
Pontozás:
| Helyezés | 1. | 2. | 3. | 4. | 5. | 6. | 7. | 8. | 9. | 10. | 11.-24. |
| -------- | -- | -- | -- | -- | -- | -- | -- | -- | -- | --- | ------- |
| Pont     | 25 | 18 | 15 | 12 | 10 | 8  | 6  | 4  | 2  | 1   | 0       |

(Félkövér: pole-pozíció, dőlt: leggyorsabb kör, a színkódokról részletes információ itt található)
| Helyezés | Versenyző          | AUS | MAL | CHN | TUR | ESP | MON | CAN | EUR | GBR | GER | HUN | BEL | ITA | SIN | JPN | KOR | IND | UAE | BRA | Pont |
| -------- | ------------------ | --- | --- | --- | --- | --- | --- | --- | --- | --- | --- | --- | --- | --- | --- | --- | --- | --- | --- | --- | ---- |
| 1        | Sebastian Vettel   | 1   | 1   | 2   | 1   | 1   | 1   | 2   | 1   | 2   | 4   | 2   | 1   | 1   | 1   | 3   | 1   | 1   | Ki  | 2   | 392  |
| 2        | Jenson Button      | 6   | 2   | 4   | 6   | 3   | 3   | 1   | 6   | Ki  | Ki  | 1   | 3   | 2   | 2   | 1   | 4   | 2   | 3   | 3   | 270  |
| 3        | Mark Webber        | 5   | 4   | 3   | 2   | 4   | 4   | 3   | 3   | 3   | 3   | 5   | 2   | Ki  | 3   | 4   | 3   | 4   | 4   | 1   | 258  |
| 4        | Fernando Alonso    | 4   | 6   | 7   | 3   | 5   | 2   | Ki  | 2   | 1   | 2   | 3   | 4   | 3   | 4   | 2   | 5   | 3   | 2   | 4   | 257  |
| 5        | Lewis Hamilton     | 2   | 8   | 1   | 4   | 2   | 6   | Ki  | 4   | 4   | 1   | 4   | Ki  | 4   | 5   | 5   | 2   | 7   | 1   | Ki  | 227  |
| 6        | Felipe Massa       | 7   | 5   | 6   | 11  | Ki  | Ki  | 6   | 5   | 5   | 5   | 6   | 8   | 6   | 9   | 7   | 6   | Ki  | 5   | 5   | 118  |
| 7        | Nico Rosberg       | Ki  | 12  | 5   | 5   | 7   | 11  | 11  | 7   | 6   | 7   | 9   | 6   | Ki  | 7   | 10  | 8   | 6   | 6   | 7   | 89   |
| 8        | Michael Schumacher | Ki  | 9   | 8   | 12  | 6   | Ki  | 4   | 17  | 9   | 8   | Ki  | 5   | 5   | Ki  | 6   | Ki  | 5   | 7   | 15  | 76   |
| 9        | Adrian Sutil       | 9   | 11  | 15  | 13  | 13  | 7   | Ki  | 9   | 11  | 6   | 14  | 7   | Ki  | 8   | 11  | 11  | 9   | 8   | 6   | 42   |
| 10       | Vitalij Petrov     | 3   | 17† | 9   | 8   | 11  | Ki  | 5   | 15  | 12  | 10  | 12  | 9   | Ki  | 17  | 9   | Ki  | 11  | 13  | 10  | 37   |
| 11       | Nick Heidfeld      | 12  | 3   | 12  | 7   | 8   | 8   | Ki  | 10  | 8   | Ki  | Ki  |     |     |     |     |     |     |     |     | 34   |
| 12       | Kobajasi Kamui     | Kiz | 7   | 10  | 10  | 10  | 5   | 7   | 16  | Ki  | 9   | 11  | 12  | Ki  | 14  | 13  | 15  | Ki  | 10  | 9   | 30   |
| 13       | Paul di Resta      | 10  | 10  | 11  | Ki  | 12  | 12  | 18† | 14  | 15  | 13  | 7   | 11  | 8   | 6   | 12  | 10  | 13  | 9   | 8   | 27   |
| 14       | Jaime Alguersuari  | 11  | 14  | Ki  | 16  | 16  | Ki  | 8   | 8   | 10  | 12  | 10  | Ki  | 7   | 21† | 15  | 7   | 8   | 15  | 11  | 26   |
| 15       | Sébastien Buemi    | 8   | 13  | 14  | 9   | 14  | 10  | 10  | 13  | Ki  | 15  | 8   | Ki  | 10  | 12  | Ki  | 9   | Ki  | Ki  | 12  | 15   |
| 16       | Sergio Pérez       | Kiz | Ki  | 17  | 14  | 9   | Ni  | Vi  | 11  | 7   | 11  | 15  | Ki  | Ki  | 10  | 8   | 16  | 10  | 11  | 13  | 14   |
| 17       | Rubens Barrichello | Ki  | Ki  | 13  | 15  | 17  | 9   | 9   | 12  | 13  | Ki  | 13  | 16  | 12  | 13  | 17  | 12  | 15  | 12  | 14  | 4    |
| 18       | Bruno Senna        |     |     |     |     |     |     |     |     |     |     |     | 13  | 9   | 15  | 16  | 13  | 12  | 16  | 17  | 2    |
| 19       | Pastor Maldonado   | Ki  | Ki  | 18  | 17  | 15  | 18† | Ki  | 18  | 14  | 14  | 16  | 10  | 11  | 11  | 14  | Ki  | Ki  | 14  | Ki  | 1    |
| 20       | Pedro de la Rosa   |     |     |     |     |     |     | 12  |     |     |     |     |     |     |     |     |     |     |     |     | 0    |
| 21       | Jarno Trulli       | 13  | Ki  | 19  | 18  | 18  | 13  | 16  | 20  | Ki  |     | Ki  | 14  | 14  | Ki  | 19  | 17  | 19  | 18  | 18  | 0    |
| 22       | Heikki Kovalainen  | Ki  | 15  | 16  | 19  | Ki  | 14  | Ki  | 19  | Ki  | 16  | Ki  | 15  | 13  | 16  | 18  | 14  | 14  | 17  | 16  | 0    |
| 23       | Vitantonio Liuzzi  | NK  | Ki  | 22  | 22  | Ki  | 16  | 13  | 23  | 18  | Ki  | 20  | 19  | Ki  | 20  | 23  | 21  |     | 20  | Ki  | 0    |
| 24       | Jérôme d’Ambrosio  | 14  | Ki  | 20  | 20  | 20  | 15  | 14  | 22  | 17  | 18  | 19  | 17  | Ki  | 18  | 21  | 20  | 16  | Ki  | 19  | 0    |
| 25       | Timo Glock         | Ki  | 16  | 21  | Ni  | 19  | Ki  | 15  | 21  | 16  | 17  | 17  | 18  | 15  | Ki  | 20  | 18  | Ki  | 19  | Ki  | 0    |
| 26       | Narain Karthikeyan | NK  | Ki  | 23  | 21  | 21  | 17  | 17  | 24  |     |     |     |     |     |     |     |     | 17  |     |     | 0    |
| 27       | Daniel Ricciardo   |     |     |     |     |     |     |     |     | 19  | 19  | 18  | Ki  | Hn  | 19  | 22  | 19  | 18  | Ki  | 20  | 0    |
| 28       | Karun Chandhok     |     |     |     |     |     |     |     |     |     | 20  |     |     |     |     |     |     |     |     |     | 0    |
| Helyezés | Versenyző          | AUS | MAL | CHN | TUR | ESP | MON | CAN | EUR | GBR | GER | HUN | BEL | ITA | SIN | JPN | KOR | IND | UAE | BRA | Pont |

† A versenyző nem ért célba, de teljesítette a versenytáv 90%-át, ezért rangsorolva lett.

### Konstruktőrök
| Helyezés | Versenyző            | Rajt- szám | AUS | MAL | CHN | TUR | ESP | MON | CAN | EUR | GBR | GER | HUN | BEL | ITA | SIN | JPN | KOR | IND | UAE | BRA | Pont |
| -------- | -------------------- | ---------- | --- | --- | --- | --- | --- | --- | --- | --- | --- | --- | --- | --- | --- | --- | --- | --- | --- | --- | --- | ---- |
| 1        | Red Bull-Renault     | 1          | 1   | 1   | 2   | 1   | 1   | 1   | 2   | 1   | 2   | 4   | 2   | 1   | 1   | 1   | 3   | 1   | 1   | Ki  | 2   | 650  |
| 1        | Red Bull-Renault     | 2          | 5   | 4   | 3   | 2   | 4   | 4   | 3   | 3   | 3   | 3   | 5   | 2   | Ki  | 3   | 4   | 3   | 4   | 4   | 1   | 650  |
| 2        | McLaren-Mercedes     | 3          | 2   | 8   | 1   | 4   | 2   | 6   | Ki  | 4   | 4   | 1   | 4   | Ki  | 4   | 5   | 5   | 2   | 7   | 1   | Ki  | 497  |
| 2        | McLaren-Mercedes     | 4          | 6   | 2   | 4   | 6   | 3   | 3   | 1   | 6   | Ki  | Ki  | 1   | 3   | 2   | 2   | 1   | 4   | 2   | 3   | 3   | 497  |
| 3        | Ferrari              | 5          | 4   | 6   | 7   | 3   | 5   | 2   | Ki  | 2   | 1   | 2   | 3   | 4   | 3   | 4   | 2   | 5   | 3   | 2   | 4   | 375  |
| 3        | Ferrari              | 6          | 7   | 5   | 6   | 11  | Ki  | Ki  | 6   | 5   | 5   | 5   | 6   | 8   | 6   | 9   | 7   | 6   | Ki  | 5   | 5   | 375  |
| 4        | Mercedes             | 7          | Ki  | 9   | 8   | 12  | 6   | Ki  | 4   | 17  | 9   | 8   | Ki  | 5   | 5   | 7   | 10  | Ki  | 5   | 7   | 15  | 165  |
| 4        | Mercedes             | 8          | Ki  | 12  | 5   | 5   | 7   | 11  | 11  | 7   | 6   | 7   | 9   | 6   | Ki  | Ki  | 6   | 8   | 6   | 6   | 7   | 165  |
| 5        | Renault              | 9          | 12  | 3   | 12  | 7   | 8   | 8   | Ki  | 10  | 8   | Ki  | Ki  | 13  | 9   | 15  | 16  | 13  | 12  | 16  | 17  | 73   |
| 5        | Renault              | 10         | 3   | 17† | 9   | 8   | 11  | Ki  | 5   | 15  | 12  | 10  | 12  | 9   | Ki  | 17  | 9   | Ki  | 11  | 13  | 10  | 73   |
| 6        | Force India-Mercedes | 14         | 9   | 11  | 15  | 13  | 13  | 7   | Ki  | 9   | 11  | 6   | 14  | 7   | Ki  | 8   | 11  | 11  | 9   | 8   | 6   | 69   |
| 6        | Force India-Mercedes | 15         | 10  | 10  | 11  | Ki  | 12  | 12  | 18† | 14  | 15  | 13  | 7   | 11  | 8   | 6   | 12  | 10  | 13  | 9   | 8   | 69   |
| 7        | Sauber-Ferrari       | 16         | Kiz | 7   | 10  | 10  | 10  | 5   | 7   | 16  | Ki  | 9   | 11  | 12  | Ki  | 14  | 13  | 15  | Ki  | 10  | 9   | 44   |
| 7        | Sauber-Ferrari       | 17         | Kiz | Ki  | 17  | 14  | 9   | Ni  | 12  | 11  | 7   | 11  | 15  | Ki  | Ki  | 10  | 8   | 16  | 10  | 11  | 13  | 44   |
| 8        | Toro Rosso-Ferrari   | 18         | 8   | 13  | 14  | 9   | 14  | 10  | 10  | 13  | Ki  | 15  | 8   | Ki  | 10  | 12  | Ki  | 9   | Ki  | Ki  | 12  | 41   |
| 8        | Toro Rosso-Ferrari   | 19         | 11  | 14  | Ki  | 16  | 16  | Ki  | 8   | 8   | 10  | 12  | 10  | Ki  | 7   | 21  | 15  | 7   | 8   | 15  | 11  | 41   |
| 9        | Williams-Cosworth    | 11         | Ki  | Ki  | 13  | 15  | 17  | 9   | 9   | 12  | 13  | Ki  | 13  | 16  | 12  | 13  | 17  | 12  | 15  | 12  | 14  | 5    |
| 9        | Williams-Cosworth    | 12         | Ki  | Ki  | 18  | 17  | 15  | 18† | Ki  | 18  | 14  | 14  | 16  | 10  | 11  | 11  | 14  | Ki  | Ki  | 14  | Ki  | 5    |
| 10       | Team Lotus-Renault   | 20         | Ki  | 15  | 16  | 19  | Ki  | 14  | Ki  | 19  | Ki  | 16  | Ki  | 15  | 13  | 16  | 18  | 14  | 14  | 17  | 16  | 0    |
| 10       | Team Lotus-Renault   | 21         | 13  | Ki  | 19  | 18  | 18  | 13  | 16  | 16  | Ki  | 20  | Ki  | 14  | 14  | Ki  | 19  | 17  | 19  | 18  | 18  | 0    |
| 11       | HRT-Cosworth         | 22         | NK  | Ki  | 23  | 21  | 21  | 17  | 17  | 24  | 19  | 19  | 18  | Ki  | Hn  | 19  | 22  | 19  | 18  | Ki  | 20  | 0    |
| 11       | HRT-Cosworth         | 23         | NK  | Ki  | 22  | 22  | Ki  | 16  | 13  | 23  | 18  | Ki  | 20  | 19  | Ki  | 20  | 23  | 21  | 17  | 20  | Ki  | 0    |
| 12       | Virgin-Cosworth      | 24         | Ki  | 16  | 21  | Ni  | 19  | Ki  | 15  | 21  | 16  | 17  | 17  | 18  | 15  | Ki  | 20  | 18  | Ki  | 19  | Ki  | 0    |
| 12       | Virgin-Cosworth      | 25         | 14  | Ki  | 20  | 20  | 20  | 15  | 14  | 22  | 17  | 18  | 19  | 17  | Ki  | 18  | 21  | 20  | 16  | Ki  | 19  | 0    |
| Helyezés | Versenyző            | Rajt- szám | AUS | MAL | CHN | TUR | ESP | MON | CAN | EUR | GBR | GER | HUN | BEL | ITA | SIN | JPN | KOR | IND | UAE | BRA | Pont |

| Helyezés | +/- | Csapat      | Modell       | Motor         | Gumi | Start | Győzelem | Dobogós hely | Pole pozíció | Leggyorsabb kör | Pont |
| -------- | --- | ----------- | ------------ | ------------- | ---- | ----- | -------- | ------------ | ------------ | --------------- | ---- |
| 1        | 0   | Red Bull    | RB7          | Renault       | P    | 19    | 12       | 27           | 18           | 10              | 650  |
| 2        | 0   | McLaren     | MP4-26       | Mercedes      | P    | 19    | 6        | 18           | 1            | 6               | 497  |
| 3        | 0   | Ferrari     | F150° Italia | Ferrari       | P    | 19    | 1        | 10           | 0            | 3               | 375  |
| 4        | 0   | Mercedes    | MGP W02      | Mercedes      | P    | 19    | 0        | 0            | 0            | 0               | 165  |
| 5        | 0   | Renault     | R31          | Renault       | P    | 19    | 0        | 2            | 0            | 0               | 73   |
| 6        | +1  | Force India | VJM04        | Mercedes-Benz | P    | 19    | 0        | 0            | 0            | 0               | 69   |
| 7        | +1  | Sauber      | C30          | Ferrari       | P    | 19    | 0        | 0            | 0            | 0               | 44   |
| 8        | +1  | Toro Rosso  | STR6         | Ferrari       | P    | 19    | 0        | 0            | 0            | 0               | 41   |
| 9        | -3  | Williams    | FW33         | Cosworth      | P    | 19    | 0        | 0            | 0            | 0               | 5    |
| 10       | 0   | Team Lotus  | T128         | Renault       | P    | 19    | 0        | 0            | 0            | 0               | 0    |
| 11       | 0   | Hispania    | F111         | Cosworth      | P    | 19    | 0        | 0            | 0            | 0               | 0    |
| 12       | 0   | Virgin      | MVR-02       | Cosworth      | P    | 19    | 0        | 0            | 0            | 0               | 0    |

- +/- A csapat helyezése 2010-hez képest

### Időmérő edzések
| Helyezés | Versenyző          | AUS | MAL | CHN | TUR | ESP | MON | CAN | EUR | GBR | GER | HUN | BEL | ITA | SIN | JPN | KOR | IND | UAE | BRA |
| -------- | ------------------ | --- | --- | --- | --- | --- | --- | --- | --- | --- | --- | --- | --- | --- | --- | --- | --- | --- | --- | --- |
| 1.       | Sebastian Vettel   | 1   | 1   | 1   | 1   | 2   | 1   | 1   | 1   | 2   | 3   | 1   | 1   | 1   | 1   | 1   | 2   | 1   | 1   | 1   |
| 2.       | Jenson Button      | 4   | 4   | 2   | 6   | 5   | 2   | 7   | 6   | 5   | 7   | 3   | 13  | 3   | 3   | 2   | 3   | 5   | 3   | 3   |
| 3.       | Mark Webber        | 3   | 3   | 18  | 2   | 1   | 3   | 4   | 2   | 1   | 1   | 6   | 3   | 5   | 2   | 6   | 4   | 3   | 4   | 2   |
| 4.       | Fernando Alonso    | 5   | 5   | 5   | 5   | 4   | 4   | 2   | 4   | 3   | 4   | 5   | 8   | 4   | 5   | 5   | 6   | 4   | 5   | 5   |
| 5.       | Lewis Hamilton     | 2   | 2   | 3   | 4   | 3   | 9   | 5   | 3   | 10  | 2   | 2   | 2   | 2   | 4   | 3   | 1   | 2†  | 2   | 4   |
| 6.       | Felipe Massa       | 8   | 7   | 6   | 10  | 8   | 6   | 3   | 5   | 4   | 5   | 4   | 4   | 6   | 6   | 4   | 5   | 6   | 6   | 7   |
| 7.       | Nico Rosberg       | 7   | 9   | 4   | 3   | 7   | 7   | 6   | 7   | 9   | 6   | 7   | 5   | 9   | 7   | NK  | 7   | 7   | 7   | 6   |
| 8.       | Michael Schumacher | 11  | 11  | 14  | 8   | 10  | 5   | 8   | 8   | 13  | 10  | 9   | NK  | 8   | 8   | 8   | 12  | 12  | 8   | 10  |
| 9.       | Adrian Sutil       | 16  | 17  | 11  | 12  | 17  | 15  | 14  | 10  | 11  | 8   | 8   | 15  | 12  | 9   | 11  | 10  | 8   | 9   | 8   |
| 10.      | Vitalij Petrov     | 6   | 8   | 10  | 7   | 6   | 11  | 10  | 11  | 14  | 9   | 12  | 10  | 7   | 18  | 10  | 8   | 11† | 12  | 15  |
| 11.      | Nick Heidfeld      | 18  | 6   | 16  | 9   | NK  | 16  | 9   | 9   | 16  | 11  | 14  |     |     |     |     |     |     |     |     |
| 12.      | Kobajasi Kamui     | 9   | 10  | 13  | NK  | 14  | 13  | 13  | 14  | 8   | 17  | 13  | 12  | 17  | 17  | 7   | 14  | 18  | 16  | 16  |
| 13.      | Paul di Resta      | 14  | 14  | 8   | 13  | 16  | 14  | 11  | 12  | 6   | 12  | 11  | 18  | 11  | 10  | 12  | 9   | 13  | 10  | 11  |
| 14.      | Jaime Alguersuari  | 12  | 13  | 7   | 17  | 13  | 20  | 18† | 18  | 18  | 16  | 16  | 6   | 18  | 16  | 16  | 11  | 10  | 15  | 13  |
| 15.      | Sébastien Buemi    | 10  | 12  | 9   | 16  | 11  | 17  | 15  | 17  | 19  | Kiz | 18  | 11  | 16  | 14  | 15  | 13  | 9   | 13  | 14  |
| 16.      | Sergio Pérez       | 13  | 16  | 12  | 15  | 12  | 10  |     | 16  | 12  | 15  | 10  | 9   | 15  | 11  | 17  | 17  | 17† | 11  | 17  |
| 17.      | Rubens Barrichello | 17  | 15  | 15  | 11  | 19  | 12  | 16  | 13  | 15  | 14  | 15  | 14  | 13  | 12  | 13  | 18  | 16  | NK  | 12  |
| 18.      | Bruno Senna        |     |     |     |     |     |     |     |     |     |     |     | 7   | 10  | 15  | 9   | 15  | 15  | 14  | 9   |
| 19.      | Pastor Maldonado   | 15  | 18  | 17  | 14  | 9   | 8   | 12  | 15  | 7   | 13  | 17  | 16  | 14  | 13  | 14  | 16  | 14  | 17† | 18  |
| 20.      | Pedro de la Rosa   |     |     |     |     |     |     | 17  |     |     |     |     |     |     |     |     |     |     |     |     |
| 21.      | Jarno Trulli       | 20  | 20  | 20  | 19  | 18  | 19  | 19  | 20  | 21  |     | 20  | 19  | 19  | 20  | 19  | 20  | 20  | 19  | 20  |
| 22.      | Heikki Kovalainen  | 19  | 19  | 19  | 18  | 15  | 18  | 19  | 19  | 17  | 18  | 19  | 17  | 20  | 19  | 18  | 19  | 19  | 18  | 19  |
| 23.      | Vitantonio Liuzzi  | NK  | 23  | 23  | 22  | 21  | NK  | 21  | 22  | 23  | 22  | 22  | NK  | 24  | 24† | NK  | 23  |     | 23  | 21  |
| 24.      | Jérôme d’Ambrosio  | 22  | 22  | 21  | 20† | 23  | 22  | NK  | 23  | 22  | 21  | 24  | NK  | 22  | 22  | 20  | 22  | 23  | 22  | 23  |
| 25.      | Timo Glock         | 21  | 21  | 22  | 22  | 20  | 21  | 22  | 21  | 20  | 19  | 21  | 20  | 21  | 21  | 21  | 21  | NK  | 20  | 24  |
| 26.      | Narain Karthikeyan | NK  | 24  | 24  | 23  | 22  | NK  | 23  | 24  |     |     |     |     |     |     |     |     | 22† |     |     |
| 27.      | Daniel Ricciardo   |     |     |     |     |     |     |     |     | 24  | 23  | 23  | NK  | 23  | 23  | 22  | NK  | 21† | 21  | 22  |
| 28.      | Karun Chandhok     |     |     |     |     |     |     |     |     |     | 20  |     |     |     |     |     |     |     |     |     |
| Helyezés | Versenyző          | AUS | MAL | CHN | TUR | ESP | MON | CAN | EUR | GBR | GER | HUN | BEL | ITA | SIN | JPN | KOR | IND | UAE | BRA |

- † — A rajtpozíció változott az időmérő edzésen elért helyezéshez képest (nem számítva az egyik versenyző hátrasorolásából következő előrelépést). A részletekért lásd a futamok szócikkeit.

## Közvetítések
A 2011-es szezonban az RTL Klub csatorna közvetítette élőben az időmérő edzéseket és a futamokat, az ismétlések a Sportklubon voltak láthatók. A közvetítések augusztus végéig 4:3-as, ezt követően 16:9-es képarányban mentek, de továbbra is SD minőségben. A magyar nagydíj kivételével valamennyi futamot a budapesti stúdióból kommentáltak. A kommentátor Czollner Gyula, a szakkommentátor Walter Csaba, a helyszíni riporter Szujó Zoltán volt. A stúdióműsorokat Gyulai Balázs és Héder Barna vezették, állandó vendégeik Wéber Gábor és Szabó Róbert voltak.